# Auxonne
Cet article possède un paronyme, voir Aussonne.
Auxonne (prononcé [o(k)s̪ɔn̪])  est une commune française située dans l'arrondissement de Dijon du département de la Côte-d'Or, en région Bourgogne-Franche-Comté. Sa population est de 7 592 habitants au recensement de 2022. 

## Géographie

### Localisation
Auxonne est établie à l'extrémité est du département de la Côte-d'Or, en bordure de la limite qui sépare les régions historiques de la Bourgogne et de la Franche-Comté. La ville se situe au centre de la Bourgogne-Franche-Comté, ce qui la place approximativement, en direction de l'ouest, à 30 kilomètres de Dijon, vers l'est, à 15 kilomètres de Dole, vers le nord, à 30 kilomètres de Gray, et vers le sud à 15 kilomètres de Saint-Jean-de-Losne.
Auxonne appartient à la région appelée la plaine de la Saône ; plaine qui constitue avec la Bresse l'unité géomorphologique du fossé bressan : vaste système d’effondrement datant du miocène, réunissant le fossé rhénan et le fossé rhodanien. La plaine de la Saône trouve ses limites au nord par le plateau haut-saônois, à l'ouest par les Côtes calcaires bourguignonnes, à l'est par les plateaux du Jura puis par la Bresse et au sud par le Beaujolais viticole. Cette plaine de Saône dont l'altitude s’abaisse de 250 m au nord à 175 m au sud est traversée par la rivière du nord au sud, sur plus de 150 km.
La ville d'Auxonne se situe plus précisément dans le ruban alluvial dénommé le Val de Saône ; cette bande de quelques kilomètres de large qui suit la rivière et dont les limites immédiates dans le secteur d'Auxonne, dix kilomètres plus à l'est, sont constituées par l'élévation du massif de la Serre qui se dresse à l'altitude de 400 mètres environ.
La ville s'est adossée à la rivière, entre deux de ses méandres, sur une terrasse de sa rive gauche, dont l'altitude variant entre 181 m et 211 m la met pratiquement à l'abri des inondations qui enveloppent la contrée lors des grandes crues.
Les communes limitrophes sont Villers-les-Pots, Labergement-lès-Auxonne, Billey, Villers-Rotin, Poncey-lès-Athée, Tillenay, Athée, Flammerans, Les Maillys, Biarne, Chevigny, Peintre et Rainans.

### Climat
Pour des articles plus généraux, voir Climat de la Bourgogne-Franche-Comté et Climat de la Côte-d'Or.
En 2010, le climat de la commune est de type climat des marges montargnardes, selon une étude du Centre national de la recherche scientifique s'appuyant sur une série de données couvrant la période 1971-2000. En 2020, Météo-France publie une typologie des climats de la France métropolitaine dans laquelle la commune est exposée à un climat semi-continental et est dans la région climatique Bourgogne, vallée de la Saône, caractérisée par un bon ensoleillement (1 900 h/an), un été chaud (18,5 °C), un air sec au printemps et en été et des vents faibles.
Pour la période 1971-2000, la température annuelle moyenne est de 10,7 °C, avec une amplitude thermique annuelle de 17,6 °C. Le cumul annuel moyen de précipitations est de 866 mm, avec 11,4 jours de précipitations en janvier et 8,1 jours en juillet. Pour la période 1991-2020, la température moyenne annuelle observée sur la station météorologique de Météo-France la plus proche, « Dole », sur la commune de Dole à 14 km à vol d'oiseau, est de 11,6 °C et le cumul annuel moyen de précipitations est de 1 023,0 mm,. Pour l'avenir, les paramètres climatiques de la commune estimés pour 2050 selon différents scénarios d'émission de gaz à effet de serre sont consultables sur un site dédié publié par Météo-France en novembre 2022.

### Communes limitrophes
- dans le canton d'Auxonne :
Athée, Billey, Flammerans, Labergement-lès-Auxonne, Les Maillys, Poncey-lès-Athée, Tillenay, Villers-les-Pots et Villers-Rotin ;
- dans le canton de Dole-Nord-Est (arrondissement de Dole, département du Jura, région Franche-Comté) :
Biarne ;
- dans le canton de Montmirey-le-Château (arrondissement de Dole, département du Jura, région Franche-Comté) :
Chevigny et Peintre ;
- dans le canton d'Authume (arrondissement de Dole, département du Jura, région Franche-Comté) :
Rainans.

## Urbanisme

### Typologie
Au 1er janvier 2024, Auxonne est catégorisée petite ville, selon la nouvelle grille communale de densité à 7 niveaux définie par l'Insee en 2022.
Elle appartient à l'unité urbaine d'Auxonne, une unité urbaine monocommunale constituant une ville isolée,. Par ailleurs la commune fait partie de l'aire d'attraction de Dijon, dont elle est une commune de la couronne,. Cette aire, qui regroupe 333 communes, est catégorisée dans les aires de 200 000 à moins de 700 000 habitants,.

### Occupation des sols
L'occupation des sols de la commune, telle qu'elle ressort de la base de données européenne d’occupation biophysique des sols Corine Land Cover (CLC), est marquée par l'importance des territoires agricoles (46,2 % en 2018), en diminution par rapport à 1990 (48,1 %). La répartition détaillée en 2018 est la suivante : forêts (36,7 %), terres arables (22,3 %), prairies (14,7 %), zones urbanisées (9,6 %), zones agricoles hétérogènes (9,2 %), milieux à végétation arbustive et/ou herbacée (3,8 %), eaux continentales (2,5 %), zones industrielles ou commerciales et réseaux de communication (1,1 %). L'évolution de l’occupation des sols de la commune et de ses infrastructures peut être observée sur les différentes représentations cartographiques du territoire : la carte de Cassini (XVIIIe siècle), la carte d'état-major (1820-1866) et les cartes ou photos aériennes de l'IGN pour la période actuelle (1950 à aujourd'hui).

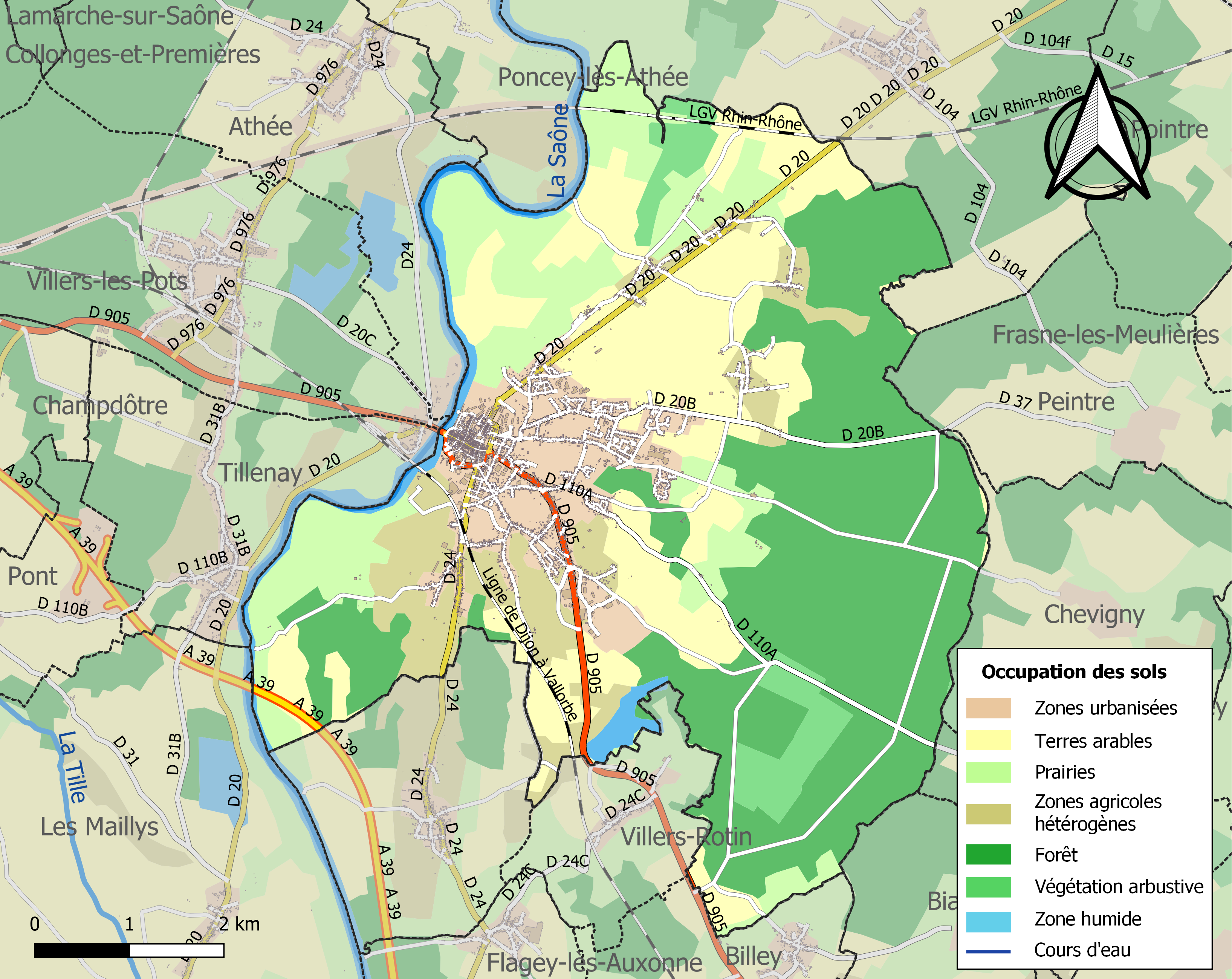
Carte des infrastructures et de l'occupation des sols de la commune en 2018 (CLC).

## Toponymie
Le nom de la localité est attesté sous les formes Assona (630) ; Aussona (1170-1174) ; Ausona (1191) ; Ausone (1229) ; Ausonnia (1237) ; Axonia (1237) ; Aussonna, Aussonia, Auzona (1237) ; Auxona (1266) ; Aussona (1290) ; Assone (1301) ; Auxonne (1360) ; Auxone (1361) ; Auxone oultre Soone (1362) ; Aussonne (1402) ; La ville d’Axonne (1490).

### Prononciation
Le nom de cette commune se prononce à l'origine [osɔn]. Son orthographe actuelle provient d'une habitude des copistes du Moyen Âge, consistant à remplacer les doubles « s » par une croix, ce qui n'en modifiait pas la prononciation. Il est de même pour la prononciation de Bruxelles et d'Auxerre dont le « x » se prononce « ss ». Cette croix assimilée au « x » du grec ancien, n'a été prononcée « ks » en français qu'à partir du XVIIIe siècle, sans que cette modification change l'usage. Certains étymologistes interprètent l'origine du nom de la commune comme ad Saône (« [ville] sur la Saône »).
Toutefois, dans l'usage actuel, la prononciation d'Auxonne est sujette à débat par ignorance. Les habitants, eux-mêmes sont partagés entre la prononciation traditionnelle « ss » et la prononciation usuelle « ks ». 

## Histoire

### Les origines

Les pagi bourguignons au IX.

#### Périodes celtique et gallo-romaine
Auxonne n'apparaît réellement dans l'histoire à travers les textes, qu'à la fin du XIIe siècle. Cependant, le site d’Auxonne bien protégé par la Saône, fleuve paisible, nourricier et protecteur et les marécages qui occupaient jadis les « Granges », a laissé quelques traces d'occupation humaine. Les objets découverts dans les dragages de la rivière n’ont pas permis de déterminer le rôle joué par le passage de Saône aux diverses époques de la préhistoire mais ces objets sont les témoins d'une lointaine occupation humaine qui remonte au néolithique et qui a perduré  aux époques celtique et gallo-romaine. Les quantités d'objets trouvés attestent qu'une bourgade a existé en ce lieu. Pierre Camp émet l’hypothèse qu’à l’époque du Bas-Empire romain un castrum était établi dans le voisinage de l’église actuelle.
À cette époque le territoire sur lequel s'édifia la cité d'Auxonne appartenait au peuple celte des Séquanes. Ce peuple qui laissa le nom de Séquanie (ou Séquanaise selon certains auteurs) à cette région, bien plus étendue que la Franche-Comté actuelle, avait pour limites le Rhin, le Rhône, la Saône et les Monts Jura. La Séquanie devint une province romaine, la Provincia Maxima Sequanorum après la conquête de la Gaule par César. À la limite occidentale de la Séquanie, la Saône formait, sur une grande partie de son parcours une frontière naturelle qui séparait les Séquanes des Éduens et des Lingons.
Avant l’arrivée du peuple Burgonde qui eut lieu dans la seconde moitié du Ve siècle, du temps de l’empereur Constance Chlore, à la fin du IVe siècle la région littorale à la Saône, de Chalon-sur-Saône jusqu’au-delà de Gray au nord, fut repeuplée par des colons germaniques. La rive droite de la rivière fut occupée par une colonie d’Attuariens et la rive gauche par des colons Chamaves (ou Amaves). Ces derniers donnèrent leur nom « pagus Amavorum », pagus Amaous ou encore pagus Amous à ce territoire dans lequel se développa ultérieurement la bourgade auxonnaise et dont le hameau de Saint-Vivant en Amaous garde le souvenir. Ce pagus Amaous apparaît nommé pour la première fois en 721 mais son existence est certainement plus ancienne. Ce pagus fut l'une des divisions territoriales de la Civitas Vesontionensium, division de l'ancienne cité romaine qui la constituaient.

#### Période mérovingienne

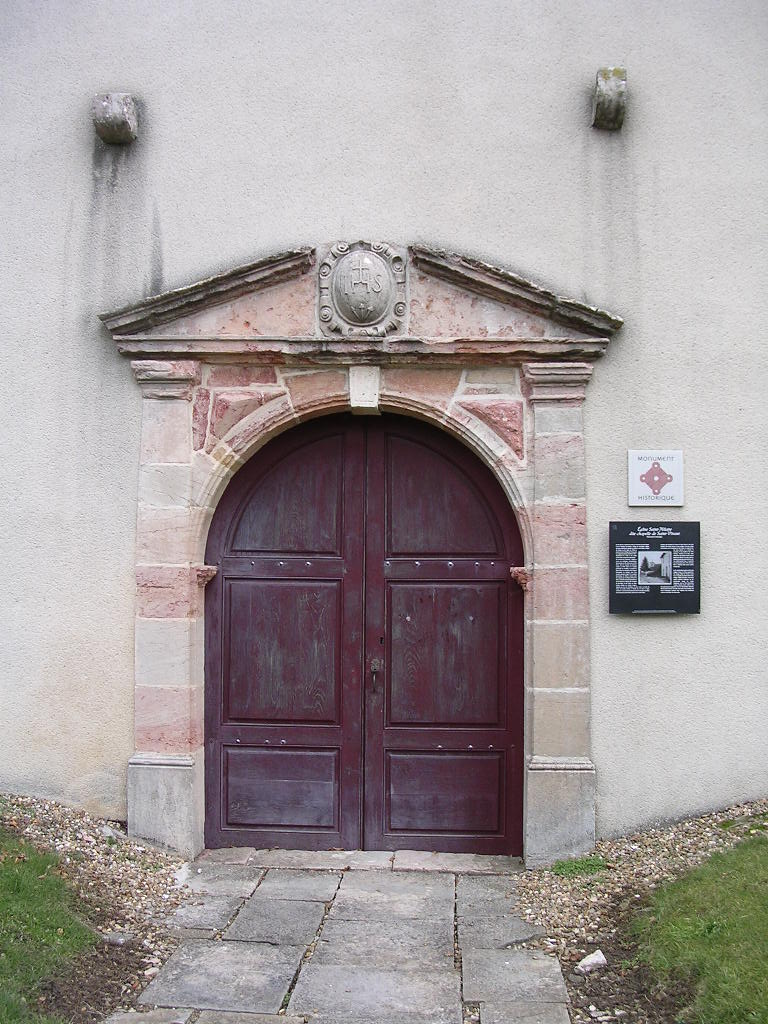
Saint-Vivant en Amaous
Le portail de l'église Saint-Hilaire dite Chapelle de Saint-Vivant.

Après la période romaine les terres de la Séquanie, dont le pagus Amaous, se trouvèrent incluses dans le royaume burgonde de 444 jusqu'à la chute de ce royaume en 534, puis dans la Bourgogne mérovingienne de 534 à 751 et enfin dans l'empire carolingien.
C'est à l'époque de la Bourgogne mérovingienne que certains historiens ont cru voir pour la première fois la mention du nom d'Auxonne dans les textes. La Chronique ecclésiastique de l'abbaye de Bèze écrite par un moine de cette abbaye nommé Jean fait mention d’une villa (villæ) nommée en latin « Assona ». D'après la chronique, ce lieu avait fait l’objet en 630 d'une donation d'un duc mérovingien de l'époque de Dagobert nommé Amalgaire à  l'obscur monastère de  Dornatiacum (disparu dès 658) pour sa fille Adalsinda. L’abbé  Bougaud avec Joseph Garnier et Alphonse Roserot, ont identifié ce lieu (cette villæ) nommé Assona en Auxonne. Cette identification d'Assona en Auxonne est contestée par Lucien Millot et Pierre Camp deux historiens locaux. Lucien Millot fait remarquer que les évènements mentionnés dans cette chronique, écrite entre le XIe siècle et XIIe siècle sont rapportés quatre siècles plus tard. Cette distance historique entre les évènements et leur transcription dans la chronique lui fait émettre des doutes sur la véracité de faits rapportés.
Pierre Camp objecte que l'identification du vocable Assona en Auxonne ne peut en aucun cas être certaine, aucun élément ne permet de l'affirmer. Il explique qu'il pourrait tout aussi bien s'agir d'Auxon. À l'appui de leur argumentation L. Millot comme P. Camp relèvent que la chronique précise qu’Adalsinda fut contrainte de quitter son monastère pour trouver refuge à Bèze à qui elle transféra tous ses biens et dépendances. Ce transfert se serait effectué en 658. Mais un inventaire ultérieur à cette donation dressé à l'initiative de l'abbé Waldalenus et approuvé par un diplôme royal daté de 664 de Clotaire III ne mentionne pas le transfert de propriété  et les noms d’Assona et des villages compris dans la donation de Brégille sont absents de l’énumération faite dans le document. Les deux historiens concluent que la Chronique de Bèze ne fournit aucune indication permettant d’attester l’existence d’une villæ nommée Assona pouvant être identifiée comme Auxonne. Aucun indice ne permet d'attester l'existence de la ville pendant le haut Moyen Âge.

#### Le territoire d'Auxonne en Lotharingie
Puis vint le moment des partages carolingiens qui vit l'œuvre politique des premiers représentants de cette dynastie s'écrouler. L'unité de leur royaume se déchira à jamais. Déjà en 839 le pagus Amaous est dans la part de Charles le Chauve mais reste rattaché à la Bourgogne franque. Puis en 843 le traité de Verdun scelle la division de la Bourgogne. La Saône trace, en principe, la limite entre les terres de Lothaire situées à l’est et celles de Charles situées à l'Ouest. Il y a désormais, à l’ouest, une Bourgogne franque (futur duché) et une Bourgogne jurane (futur royaume, dont comté) située à l'est de la Saône. La Saône qui, jusque-là avait été un lien entre les divers pays qui la bordaient, un lieu de circulation pour ses riverains, constituera pour des siècles, sauf pendant de courtes périodes, une frontière entre le duché et le comté de Bourgogne, entre le royaume de France et le Saint-Empire. Le pagus Amaous fut compris dans le lot de Lothaire. L'état ainsi créé dans lequel le territoire du futur comté de Bourgogne se trouvait inclus pris le nom de Lotharingie. Malgré les partages successifs et compliqués qui suivirent qui le transportèrent d'un royaume à un autre, le pagus Amaous et le territoire d’Auxonne allaient suivre les destinées du Comté de Bourgogne (future Franche-Comté) pour quelques siècles.

### Auxonne sous la dépendance de l'Empire Germanique
Il faut attendre la fin du XIIe siècle pour voir apparaître le nom d'Auxonne dans des actes authentiques.
Le premier de ces actes est daté du « 5 des nones d'octobre 1172 ». Ce jour, Étienne II († 1173) fait le don aux moines de Citeaux de deux montées de sel au puits à muire de Salins. Le second est encore un don fait par le même Étienne aux moines de Saint-Vivant de Vergy de la moitié de l’éminage d’Auxonne pendant sa vie et la totalité de cet éminage après sa mort. Un second acte authentique portant la date 1173 comporte également le nom d'Auxonne. Par cet acte le comte Gérard, frère d'Étienne, approuve la donation de l'éminage faite à Saint-Vivant de Vergy. Ces documents apportent la preuve qu'à cette époque non seulement la ville existait mais qu'elle avait quelque importance. En 1178, on retrouve le nom d'Auxonne dans une bulle du pape Alexandre III donnée à Tusculum. Le pape confirme au prieuré de Saint-Vivant de Vergy toutes ses possessions et dons reçus des papes, rois, seigneurs et simples fidèles. Se trouvent dans l'énumération des biens le nom de l'église d'Auxonne et de la villa d'Auxonne et de toutes les dépendances. Cet acte indique que la villa d'Auxonne et l'église paroissiale étaient au XIIe siècle dans les possessions du monastère de Saint-Vivant, que le monastère avait un droit de suzeraineté reconnu par le comte et que la ville, à cette époque, était soumise à deux autorités. L'une religieuse et l'autre laïque. Les droits conservés de Saint-Vivant prouvent qu'ils comprenaient les territoires où s'éleva Auxonne.

#### Auxonne possession du monastère de Saint-Vivant

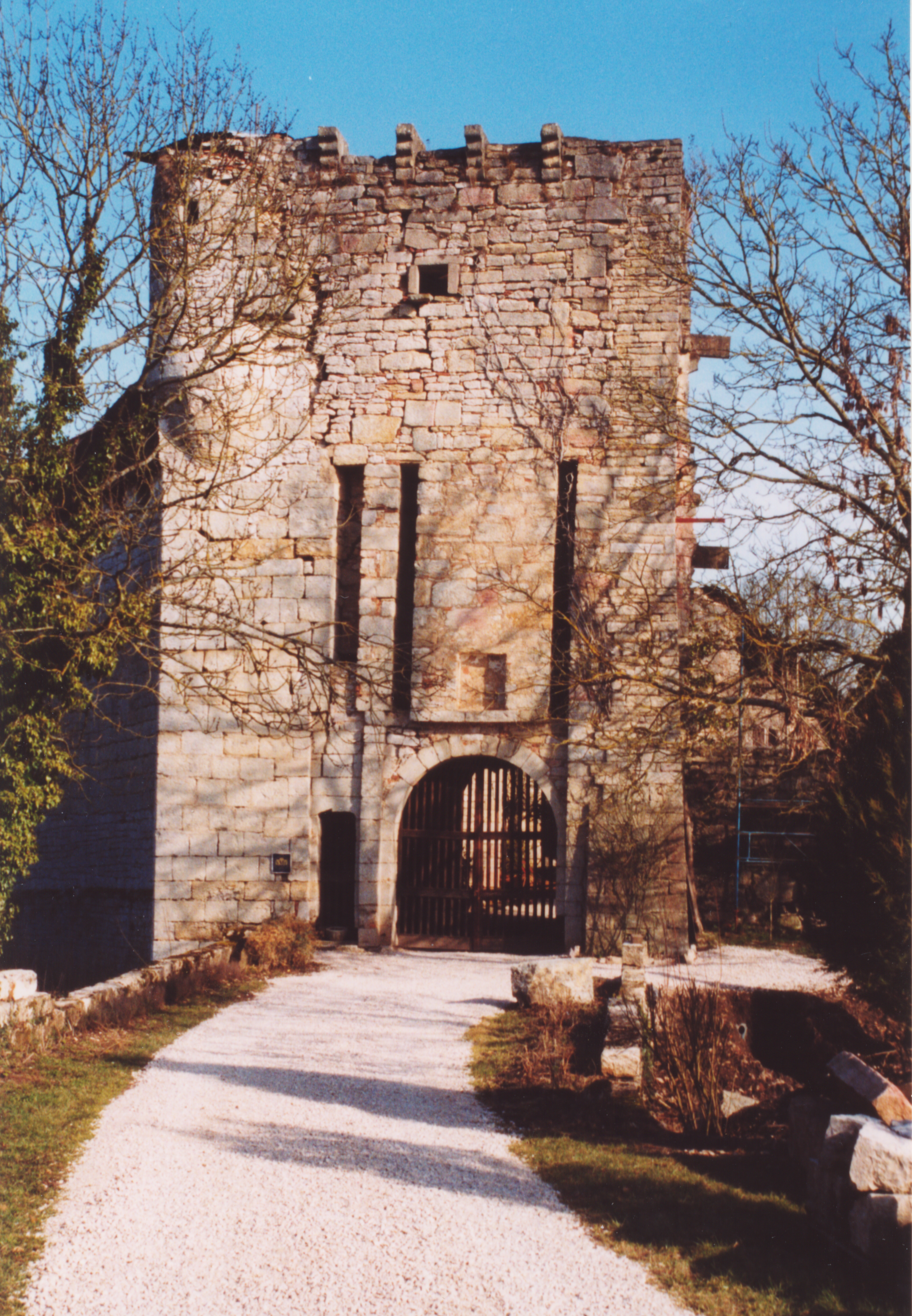
Le château de Chevigny.

Les relations du prieuré de Saint-Vivant avec Auxonne remontaient à une époque bien antérieure au XIIe siècle. Selon la chronique de Saint-Vivant de Vergy, les religieux fondateurs de Saint-Vivant étaient arrivés de Gravion, en Poitou près du tombeau de Saint-Vivant d'où ils fuyaient les Normands. La Bourgogne au IXe siècle par son éloignement de l'Ouest et du Nord avait été le refuge des monastères du midi et de l'Ouest fuyant les invasions normandes, emportant avec eux les reliques de leurs saints fondateurs de leurs abbayes. Ils se rendirent auprès d’Agilmar (ou Egilmar), évêque de Clermont qui leur offrit l'asile. Agilmar possédait des biens considérables en Bourgogne. Il décida de les établir sur ses terres en Amous, où ils fondèrent le monastère pour lequel Agilmar imposa le nom de Saint-Vivant. Vers 870, prieuré et église étaient construits. La chronique ne nomme pas les villages composant leur domaine, mais leurs droits comprenaient les terres où s’élèveront Auxonne, Labergement-les-Auxonne, Menotey et Champvans-les-Dole. Ils étaient installés depuis une vingtaine d’années dans ce domaine quand le péril normand les rattrapa. Le roi Charles le Gros avait livré la Bourgogne aux envahisseurs par le traité de Paris de novembre 886. Dès janvier 887, les Normands envahirent la région. Un Champenois, nommé Austin se mit à la tête de l'une de leur bandes, ravagea la vallée de la Saône et détruisit le monastère de Saint-Vivant en Amaous,. Le comte Manassès leur offrit asile en un lieu très sûr près du château de Vergy. Ils bâtirent un nouveau monastère qui conserva les propriétés en Amaous.
Pendant leur séjour en Amaous, les religieux avaient créé un village autour de leur couvent et commencé à défricher la contrée ; « ils construisirent, dans une île, près de la Saône, des cabanes pour des pécheurs et des bergers. Telle serait l'origine modeste d'Auxonne ».

#### Auxonne inféodée au comte de Bourgogne
Les moines de Vergy gouvernèrent seuls pendant quelques siècles leurs possessions dans la contrée auxonnaise mais en ces périodes troublées il leur était difficile d’assurer la défense d’un domaine  éloigné. Pour éviter de le perdre ils avaient trouvé plus sûr de le placer sous la protection d'un seigneur qui, moyennant une cession, une donation quelconque s’engageait en contrepartie à en assurer la défense. Les religieux de Saint-Vivant de Vergy avaient dû conclure un acte de pariage. Les premiers actes authentiques datés de 1172-1173 révèlent le nom d'Étienne II comme seigneur laïque du moment mais ils ne permettent pas de déterminer la date à laquelle a eu lieu l’inféodation. La bulle d’Alexandre III de 1178 mentionne un traité qui aurait été passé entre le prieur de Vergy et le comte Guillaume II de Mâcon comte de Vienne et de Mâcon, marié à Poncette de Traves, fille de Thibaut de Traves, sans en préciser la date. En l’absence d’autres indications les historiens se limitent à conclure que l’acte d’inféodation d’Auxonne est antérieur à 1155.
Sur cet emplacement, le féodal aurait fait naître une cité neuve. Au moment de l'acte de 1172 on constate qu’un comte y était installé, un prévôt le secondait et un château « castrum » avait été construit à l’emplacement de l’hôpital actuel. Les comtes de Bourgogne qui possédaient déjà Biarne,Chevigny, Jouhe et sans doute Villers-Rotin avaient tout intérêt à compléter cet ensemble de domaine par la possession d’Auxonne, site facile à protéger, qui leur ouvrait une issue vers la Saône.

### Le rattachement au duché de Bourgogne

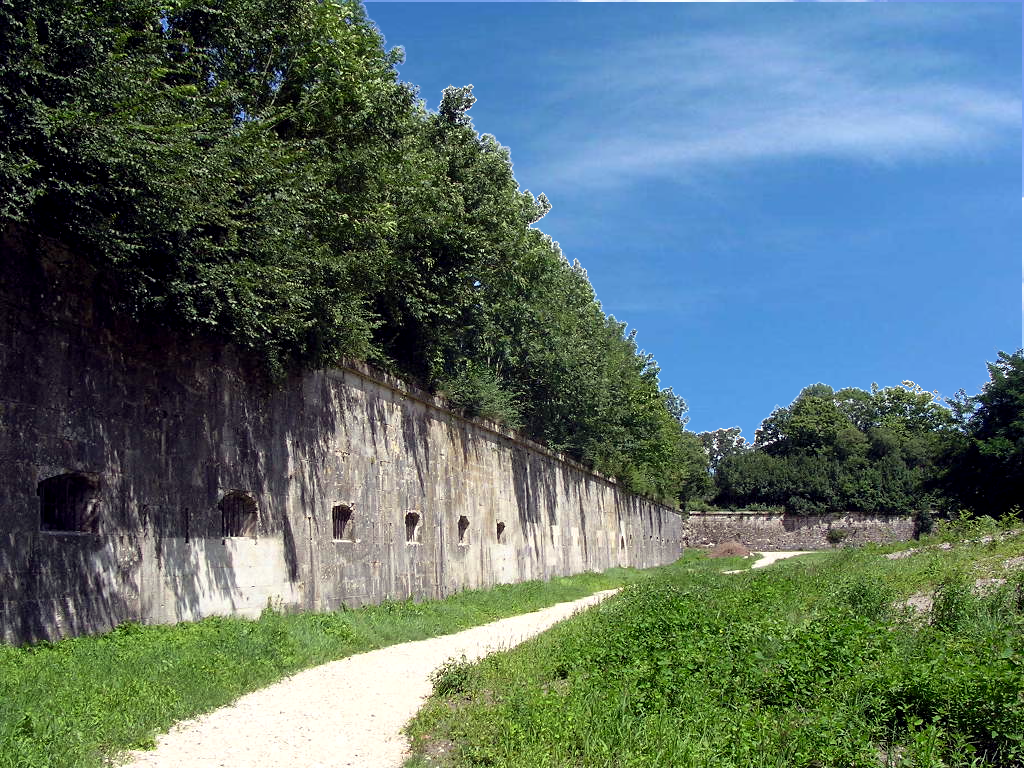
Remparts casematés du fronton sud (1826).

#### Branche aînée et branche cadette des comtes de Bourgogne
En 1102 à la mort du comte de Bourgogne Étienne Ier de Bourgogne dit Têtes-Hardie, le comté de Bourgogne, les comtés de Vienne et de Mâcon, avaient été partagés entre Guillaume IV de Bourgogne (également appelé Guillaume III de Mâcon ; † en 1155) et Renaud III de Bourgogne, tous deux fils d’Étienne Tête-Hardie. Guillaume, le fils aîné semble-t-il, eut avec d'autres possessions, les comtés de Vienne et de Mâcon et la terre d’Auxonne. Renaud, probablement le puîné, eut le reste du Comté de Bourgogne. Guillaume consentit à l’hommage envers Renaud. Ce dernier continua la branche comtale de Bourgogne qui avaient retenu le titre de « comtes palatins ». De Guillaume son frère, dont la branche se qualifia aussi de comtes de Bourgogne, est sortie la maison de Chalon (qui accéda réellement au Comté, et pas seulement en prétentions, avec Hugues, arrière-arrière-petit-fils de Guillaume IV), en laissant à leurs cadets — titrés comtes de Vienne — le comté de Mâcon. Le comte Guillaume meurt en 1155 et son fils Étienne (Étienne II, qui décède en 1173 ; appelé parfois Étienne Ier) lui succède.

#### Les deux Étienne, comtes d'Auxonne
Étienne Ier ou II († en 1173) est comte d’Auxonne et l’essentiel de ses domaines se trouvent le long de la vallée de la Saône. Il possède en outre la seigneurie de Traves. Il était sans éclat écrivent certains historiens. À sa mort, son fils et successeur  Étienne II ou III, comte d'Auxonne († 1241), devient le chef de la Maison de Bourgogne (-Comté). Il était ambitieux, maître de riches domaines, soutenu par les premières familles du pays et puissant. Il nourrissait quelques prétentions à supplanter la branche aînée et il y travaillait ostensiblement ne reculant devant aucun moyen pour parvenir à ses fins. Son but était d'assurer à sa descendance la plénitude du titre comtal. C'est avec lui que la famille commence son ascension.

#### Frédéric Barberousse met la branche cadette sous le joug impérial
Les comtes de Bourgogne de la branche palatine (issus de Renaud III), habitués depuis longtemps à vivre loin de l'autorité suzeraine germanique, profitaient de l'éloignement du pouvoir royal pour renforcer leur indépendance. Renaud III osait tenir tête à son suzerain l'empereur Lothaire II en refusant de rendre l'hommage du Comté. Lorsque Renaud III mourut en 1148 il laissa  Béatrice de Bourgogne, sa fille mineure, seule héritière du Comté. Le frère de Renaud, Guillaume de Mâcon, associé depuis longtemps au pouvoir assura la continuité. Il tenta de poursuivre la politique d'élargissement de l'indépendance du Comté vis-à-vis de la tutelle impériale mais après la mort de l'empereur Conrad III (mort en 1152) il se heurta à son successeur, Frédéric Barberousse et dut se soumettre. Guillaume de Mâcon mourut le 20 septembre 1155. Le 9 juin 1156 Frédéric Barberousse épousa l'héritière du Comté, Béatrice. Par cet acte il réunit dans les mêmes mains le titre comtal et le titre impérial. Ce mariage affermissait sa légitimité sur le Comté. La branche saônoise, en la personne des deux fils de Guillaume, Étienne Ier ou II († 1173) et Gérard, bien que pourvue de seigneuries importantes (Traves, Scey, Auxonne, Lons, Mâcon et Vienne) lui donnant une place privilégiée au sein de la noblesse locale, était écartée de la succession de Renaud III. Étienne II mourut en 1173. Il laissa pour héritier un fils mineur, Étienne II ou III, sous la tutelle de son oncle Gérard, comte de Vienne et de Mâcon.

#### Mort de Frédéric Barberousse: Auxonne entre dans la mouvance ducale
L'existence d'Étienne III fut remplie de ses démêlés avec les comtes de Bourgogne de la branche palatine.
Préoccupés par les affaires italiennes les empereurs germaniques, en se détachant du lointain Comté de Bourgogne, favorisèrent l'émergence d'un chef de file, porte-parole de l'opposition féodale en la personne d'Étienne III d'Auxonne. Frédéric Barberousse mourut en 1190. Béatrice, la fille de Renaud III, en épousant l'empereur Frédéric Barberousse, transmit le titre de comte palatin à leur fils cadet Othon Ier, († 14 janvier 1201). Le comte palatin Othon Ier (ou Otton) manifesta l’intention de réduire ses vassaux à l'obéissance. Dans l'empire, l'empereur Henri VI trouva la mort en 1197. Sa succession provoqua de graves troubles qui affaiblirent le pouvoir et privèrent Othon du soutien impérial. Étienne III profita de ce moment pour entrer en guerre contre le comte palatin et pour se renforcer rechercha l’alliance avec le duc de Bourgogne Eudes III. Afin d'obtenir son appui il lui fit hommage en 1197 de son château et de sa ville d’Auxonne. Une large brèche venait de s'ouvrir le long de la Saône dans la frontière du Comté. Cet acte comblait les ambitions de duc de Bourgogne. Il mettait un pied en Outre-Saône et se constituait avec la forteresse d’Auxonne une formidable tête de pont sur la rive gauche de la Saône. La rupture avec la branche palatine était consommée ; l'acte précisait que si Étienne voulait retourner à l'hommage du comte Othon, il devrait remettre au duc le château et la ville d'Auxonne.
Auxonne se détachait de la mouvance comtale pour entrer dans la mouvance ducale.

#### Auxonne sort définitivement de l'orbite germanique
En 1237, le faible Othon III († 19 juin 1248 ; petit-fils maternel du comte palatin Othon Ier), successeur et fils d’Othon de Méranie († 6 mai 1234 ; gendre d'Othon Ier) était à la tête du Comté ; était-ce le moment attendu par Étienne et son fils Jean ? Le 15 juin de cette même année, aux termes d’un accord d’échange conclu à Saint-Jean de Losne entre Jean de Chalon (1190 - † 30 septembre 1267), personnage principal de l’accord, fils d'Étienne III, associé depuis longtemps aux affaires de son père et héritier de Béatrice de Chalon (1170 (n.s.) - † 7 avril 1227), sa mère, Étienne III lui-même et Hugues IV, duc de Bourgogne, la ville d'Auxonne et tout ce que Étienne III possédait dans le bassin de la Saône, étaient cédés au duc de Bourgogne contre la baronnie de Salins et une dizaine de positions stratégiques de première importance en Comté, alors possessions excentriques du duc de Bourgogne en Comté (cf. les articles Salins, Gaucher et Marguerite).
L'annexion d'Auxonne au domaine ducal, complétant la reprise de fief effectuée en 1197, démantelait la ligne des places-fortes comtoises et ouvrait l'ancien comté d'Amous aux entreprises ducales. Par cet échange, en entrant sous la domination des ducs de Bourgogne, Auxonne devenait une tête de pont du duché sur la rive orientale de la Saône, en terre d'Empire, et échappait à l'influence germanique. Le rattachement d'Auxonne au duché de Bourgogne lui donna un statut de ville frontière entre duché et comté de Bourgogne, entre influence française et influence germanique qui déterminera les destinées de la ville pour les siècles suivants.

### Auxonne sous les ducs de Valois de Bourgogne
À l'abri derrière ses remparts qu'elle ne cessa de fortifier, la place forte fut une base de première importance pour lancer des opérations militaires : c'est depuis Auxonne qu’Eudes IV, en 1336, écarta la menace des barons comtois entrés en dissidence alors qu'il était leur souverain légitime depuis son mariage avec Jeanne de France, (1308-1347), héritière de la Comté. Entre 1364 et 1369 c’est au tour de Philippe le Hardi de lutter, depuis Auxonne, contre barons comtois, routiers des compagnies et Tards-Venus. En ce début du XVe siècle, avec la guerre civile qui ravageait la France, la guerre rôdait sans cesse autour des murs, obligeant la ville à rester continuellement en alerte. Entre 1434 et 1444, nouvelle menace : celle de ces bandes de soldats désœuvrés que l'on qualifiait d'Écorcheurs parce qu'ils prenaient tout : les Auxonnais veillèrent aux remparts pendant que la redoutable soldatesque ravageait la campagne. Comme si tant de malheur ne suffisait pas, deux incendies à cinq ans d’intervalle, les 7 mars 1419 et le 15 septembre 1424, dévastèrent la ville.
Il fallut attendre 1444, pour retrouver une période de tranquillité qui dura jusqu’à l’avènement de Charles le Téméraire en 1467.
En 1468, à la suite du traité de Péronne, la tension se ranima entre le roi de France et le duc de Bourgogne Charles le Téméraire ; aussitôt, la cité s'activa à remettre ses défenses en ordre. En 1471, elle apporta sa contribution à la lutte contre l'armée du Dauphiné, envoyée par Louis XI qui pénétrait dans le duché. La politique aventureuse de leur fougueux duc avait finalement conduit sa dynastie à sa perte. À la mort du duc, le 5 janvier 1477, Louis XI s'empara sans délai du duché qui n'opposa pratiquement pas de résistance. L'armée royale rentra dans Dijon le 1er février 1477.

### Le rattachement au royaume de France
Le statut particulier des terres d'Outre-Saône, qui n'étaient pas un domaine de la couronne donné en apanage, n'arrêta pas Louis XI dans sa conquête. Mais les Comtois se soulevèrent, suivis par les Auxonnais. Après deux ans de résistance face à l'envahisseur, après le Siège de Dole (1479) (carnage de Dole) du 25 mai 1479, laissée sans soutien par Marie de Bourgogne, Auxonne soutint le siège de l'armée royale commandée par Charles d’Amboise pendant une douzaine de jours, avant d'ouvrir ses portes, le 4 juin 1477, à l'envahisseur français. La ville, rattachée à la couronne de France, allait partager les destinées de la royauté.
Le duché de Bourgogne et le comté de Bourgogne, toujours réunis, mais cette fois sous la couronne de France, avaient changé de maître et allaient suivre pour encore quatorze ans, un destin commun.
En fin politique, Louis XI, en même temps qu'il confirma solennellement le maintien de tous les privilèges de la ville afin de s'assurer la fidélité de ses nouveaux sujets, s'empressa de construire, aux frais de toute la province, la puissante forteresse d'Auxonne qui domine toujours place de l'Iliote, afin de se prémunir contre toute tentative de rébellion.
Charles VIII défit ce que Louis XI avait fait. Alors qu'il était fiancé à Marguerite, la fille de Marie de Bourgogne, la riche héritière du duché de Bourgogne, et de Maximilien Ier de Habsbourg, et que dans la dot de sa future épouse figurait la Comté, il préféra épouser Anne, l'héritière de Bretagne et rapprocher ainsi l’important Duché de Bretagne du royaume de France.

### Auxonne redevient ville frontière
Le traité de Senlis (23 mai 1493), signé entre Charles VIII et Maximilien, sépara à nouveau les deux Bourgognes. Auxonne redevint tête de pont française sur la rive Impériale et ses remparts devaient protéger le royaume de France des tentatives des Habsbourg de régler par la force la « question de Bourgogne », ces revendications des Habsbourg sur la Bourgogne.
Les tensions du côté de l'Empire ne tardèrent pas. Dès 1494, les guerres d'Italie les rallumèrent. À nouveau les remparts furent consolidés et la construction de la porte de Comté réalisée (1503).

### Auxonne repousse les Impériaux
Le 14 janvier 1526, le traité de Madrid signé après la défaite de Pavie, entre François Ier et Charles Quint, le roi de France fut contraint d’abandonner, entre autres territoires, la Bourgogne, et le comté d’Auxonne. Les États de Bourgogne, réunis le 8 juin 1526 refusèrent de se séparer de la couronne de France. En riposte, l’Empereur voulut conquérir le comté d’Auxonne. Devant les murs de la cité, Lannoy, commandant des armées impériales, trouva une résistance si vive de la part de tous les habitants qu'il dut renoncer.

### Henri III déclare les Auxonnais coupables du crime de lèse-majesté
En 1574, Charles de Lorraine, frère cadet d'Henri Ier de Guise, duc de Mayenne, celui que l'histoire a retenu simplement sous le nom de Mayenne, devient duc gouverneur de Bourgogne. Champion de la cause catholique, il prolonge les guerres religieuses en guerres politiques ; il œuvre à établir son propre gouvernement et se verrait bien ajouter la province bourguignonne à sa terre voisine de la Lorraine, terre du gouvernement des Guise. La mort du duc d'Anjou, frère d'Henri III en 1584, en faisant d'Henri de Navarre, un protestant, l'héritier présomptif de la couronne rendit à la Ligue une nouvelle activité. Les guerres civiles recommencèrent. Mayenne chercha à s'assurer, pour son compte, des places fortes de la Bourgogne. Le 2 avril 1585, les « Auxonnois » reçurent une lettre du roi Henri III leur recommandant de veiller à la sûreté de leur place et surtout « en n'y recevant pas le duc de Mayenne ».
Les Auxonnais, fidèles au roi, s'empressèrent d'exécuter les ordres. Jean de Saulx-Tavannes, gouverneur des villes et château d'Auxonne prit, dans un premier temps, les mesures imposées, puis renforçant secrètement la garnison du château, les habitants le suspectèrent de se concerter avec Mayenne dans l'intention de lui livrer la place. Conseillés par Joachim de Rochefort, baron de Pluvault (archives personnelles), les magistrats décidèrent de se saisir du gouverneur. Ils l'arrêtèrent le jour de la Toussaint 1585 alors qu'il faisait ses dévotions à l'église. Le comte de Charny, proche parent de Jean de Saulx, lieutenant général en Bourgogne, approuva cet acte de fidélité des Auxonnais à la Couronne. Le roi informé, loua les Auxonnais de leur fidélité, mais les concessions faites aux Ligueurs et consacrées par la signature du traité de Nemours le 7 juillet 1585 obligeaient Henri III à louvoyer. Il demanda aux Auxonnais de remettre Tavannes entre les mains de Charny et nomma Claude de Bauffremont, baron de Sennecey, connu pour ses sympathies mayennistes, en qualité de gouverneur des villes et du château d'Auxonne.
Dans la défiance la plus totale, flairant la trahison, les Auxonnais remirent Tavannes au comte de Charny qui le fit enfermer dans son château de Pagny, refusèrent Sennecey comme gouverneur et continuèrent à réclamer à sa place le baron de Pluvault. En janvier 1586, des nouveaux ordres du roi exprimèrent son mécontentement devant ces refus réitérés. La situation devenait difficile pour les Auxonnais, ils reçurent un encouragement dans la résistance de la part du futur Henri IV, qui de Montauban, leur adressa le 25 janvier 1586, une lettre d'encouragement. Pendant ce temps, Tavannes s'était échappé de sa prison de Pagny. Le premier usage qu'il fit de sa liberté retrouvée fut de tenter de reprendre Auxonne par surprise. Le 10 février 1586, il se présenta devant les murs avec deux cents hommes d'armes. La tentative resta vaine.

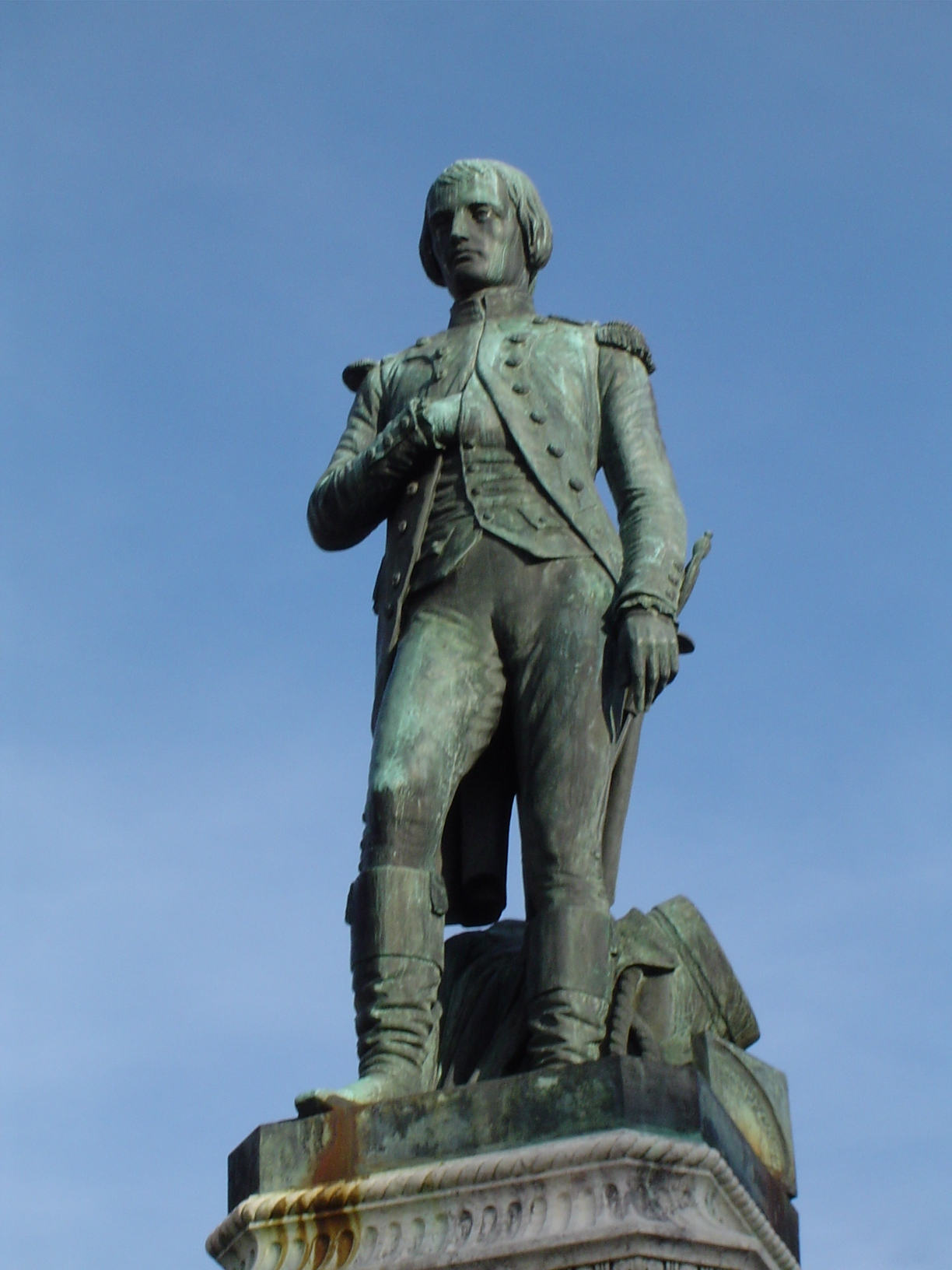
Statue de Bonaparte lieutenant
par François Jouffroy.

Le roi donna en mars 1586, d'autres ordres et injonctions pour que les Auxonnais reçoivent Sennecey comme gouverneur, les habitants tenaient toujours à Pluvault. Sa patience lassée, Henri III, par lettres-patentes du premier mai 1586, déclarait les Auxonnais coupables du crime de lèse-majesté, ordonnait d'agir par la force et des dispositions furent prises en conséquence. Les Auxonnais obstinés dans leur refus, mais fidèles à la couronne étaient prêts à l'épreuve de force. Ils refusèrent d'ouvrir les portes de la ville au comte de Charny qui fut obligé d'aller trouver le gîte à Tillenay, mais consentirent à les ouvrir au président Jeannin qui venait apporter sa médiation au sieur de Pluvault pour sauver Auxonne de la ruine. Jean Delacroix, (ou Jean de la Croix), un compatriote des Auxonnais, secrétaire particulier de Catherine de Médicis arrivait de sa députation vers le roi avec des lettres de créance pour le sieur Charny, lui donnant les pleins pouvoirs pour traiter avec les habitants.
Les négociations aboutirent à un accord arrêté et signé le 15 août 1586 à Tillenay. Le traité révoqua les lettres qui déclaraient les Auxonnais criminels de lèse-majesté, les exempta de contribution pour neuf ans et accorda une gratification de 90 000 francs au Baron de Pluvault. Ce traité fut approuvé par lettres-patentes du 19 août 1586 et le 25 du même mois le baron de Sennecey fut reçu et installé dans le gouvernement des villes et château d'Auxonne. Reçu par les habitants avec la plus grande méfiance, Sennecey se montra l'homme de la situation.

### XVIIe siècle
Auxonne est une tête de pont du Royaume de France sur la rive comtoise de la Saône. Cette position lui vaut d'être choisie pour recevoir en juin 1611 les délégations mandatées par le roi de France Louis XIII et les archiducs d'Autriche qui gouvernaient le Comté de Bourgogne, alors possession espagnole, pour délimiter le frontière entre le Royaume de France et le Comté. Leurs travaux aboutissent la signature du traité d'Auxonne signé le 15 février 1612.
La rivalité entre la France et l'Espagne fait que cette frontière reste disputée, comme en 1636 lors de l'opération menée par les Français en Franche-Comté durant la guerre de Trente Ans et qui s'est soldée par un échec. Louis XIV décide donc de fortifier la place d'Auxonne, et  les travaux de fortification commencent en 1673. Cependant, les traités de Nimègue conclus en 1678 et 1679 consacrent l'annexion de la Franche-Comté par la France rendent ces fortifications inutiles. Vauban construit un arsenal en 1687-1689 ainsi que des corps de garde et une caserne à l'intérieur du château.

### XVIIIe siècle
L'École Militaire d'Artillerie, créée en 1757, s'installe dans l'arsenal qui fabriquera les affûts de canon jusqu'en 1845. Cette école abrite le régiment de la Fère, qui est resté dans l'Histoire pour être celui auprès duquel un jeune lieutenant nommé Napoléon Bonaparte apprit en 1787-1789 son métier d'artilleur.

### Époque contemporaine
Après l'armistice du 22 juin 1940, Auxonne se trouve en zone occupée par les Allemands.
En août 1944, un groupe de résistants de l'Armée secrète de Bresse bourguignonne (secteur de Saint-Bonnet-en-Bresse) aux ordres du capitaine François Flamand dit « Marius » prend  le contrôle du château d'Auxonne, alors occupé par la Croix-Rouge allemande et les miliciens. Cette attaque est menée par le capitaine Michel Ovtcharenko, ancien officier de l'Armée rouge, prisonnier en Allemagne puis évadé et rallié à la Résistance.
La ville est libérée le 10 septembre 1944 par les troupes alliées débarquées en Provence.
Depuis juin 1956, le 511e régiment du train stationne à Auxonne.

## Politique et administration

### Découpage territorial
La commune se trouve dans l'arrondissement de Dijon du département de la Côte-d'Or.

#### Commune et intercommunalités
La commune est membre de la communauté de communes Auxonne Pontailler Val de Saône.

#### Circonscriptions administratives
La commune est rattachée au canton d'Auxonne.
La ville d'Auxonne est le chef-lieu de son canton, dont elle est la commune la plus peuplée. Elle fait partie de l'arrondissement de Dijon, du département de la Côte-d'Or et de la région Bourgogne.
| Communes du canton d'Auxonne |
| --- |
| Auxonne \| Athée \| Billey \| Champdôtre \| Flagey-lès-Auxonne \| Flammerans \| Labergement-lès-Auxonne \| Magny-Montarlot \| Les Maillys \| Poncey-lès-Athée \| Pont \| Soirans \| Tillenay \| Tréclun \| Villers-les-Pots \| Villers-Rotin \| |

#### Circonscriptions électorales
Pour l'élection des députés, la commune fait partie de la deuxième circonscription de la Côte-d'Or.

### Jumelages
- Heidesheim am Rhein (Rhénanie-Palatinat) depuis 1964.

## Population et société

### Démographie
L'évolution du nombre d'habitants est connue à travers les recensements de la population effectués dans la commune depuis 1793. Pour les communes de moins de 10 000 habitants, une enquête de recensement portant sur toute la population est réalisée tous les cinq ans, les populations de référence des années intermédiaires étant quant à elles estimées par interpolation ou extrapolation. Pour la commune, le premier recensement exhaustif entrant dans le cadre du nouveau dispositif a été réalisé en 2007.

En 2022, la commune comptait 7 592 habitants, en évolution de −1,18 % par rapport à 2016 (Côte-d'Or : +0,82 %, France hors Mayotte : +2,11 %).
| 1793  | 1800  | 1806  | 1821  | 1831  | 1836  | 1841  | 1846  | 1851  |
| ----- | ----- | ----- | ----- | ----- | ----- | ----- | ----- | ----- |
| 4 689 | 5 282 | 4 839 | 5 043 | 5 287 | 5 150 | 4 979 | 4 598 | 6 265 |

| 1856  | 1861  | 1866  | 1872  | 1876  | 1881  | 1886  | 1891  | 1896  |
| ----- | ----- | ----- | ----- | ----- | ----- | ----- | ----- | ----- |
| 6 960 | 7 103 | 5 911 | 5 555 | 6 532 | 6 849 | 7 164 | 6 695 | 6 697 |

| 1901  | 1906  | 1911  | 1921  | 1926  | 1931  | 1936  | 1946  | 1954  |
| ----- | ----- | ----- | ----- | ----- | ----- | ----- | ----- | ----- |
| 6 135 | 6 307 | 6 303 | 4 304 | 5 343 | 4 988 | 5 442 | 5 164 | 5 657 |

| 1962  | 1968  | 1975  | 1982  | 1990  | 1999  | 2006  | 2007  | 2012  |
| ----- | ----- | ----- | ----- | ----- | ----- | ----- | ----- | ----- |
| 5 704 | 5 803 | 6 485 | 7 121 | 6 781 | 7 154 | 7 719 | 7 717 | 7 771 |

| 2017  | 2022  | - | - | - | - | - | - | - |
| ----- | ----- | - | - | - | - | - | - | - |
| 7 622 | 7 592 | - | - | - | - | - | - | - |

## Économie
La ville possède une antenne de la Chambre de commerce et d'industrie de Dijon.

### Le maraîchage dans la région d'Auxonne
Auxonne a été durant plus d'un siècle le cœur d'une région agricole très dynamique. L'assainissement des marais à partir des années 1840 a permis l'extension des terres cultivables autour des remparts et dans les communes avoisinantes. Les agriculteurs et laboureurs qui tiennent leur nom de maraîchers de ce travail harassant se lancèrent, les décennies suivantes, dans la production d'une grande variété de légumes, transformant le Val de Saône en un véritable jardin. Au lendemain de la Seconde Guerre mondiale, plus de 600 exploitations maraîchères approvisionnaient les marchés locaux de Bourgogne et de Franche-Comté. Pas moins de 56 variétés de légumes ont été cultivées avec quelques spécialités comme l'asperge et l'oignon qui ont fait la réputation d'Auxonne, baptisée « capitale de l'oignon ». L'activité maraîchère permit l'essor de petites entreprises agro-alimentaires dans la région et contribuèrent à sa prospérité jusqu'aux années 1970-1980. L'activité décline ensuite, comme dans bien d'autres régions agricoles, la pénibilité du travail n'incite guère les jeunes à reprendre les exploitations familiales qui ont, pour beaucoup, disparu.

## Culture locale et patrimoine

### Lieux et monuments

#### Patrimoine religieux
L'église Notre Dame : la construction de la partie principale a duré tout le XIIIe siècle, d'abord la nef vers 1200, puis le chœur, l'abside et les absidioles entre 1200 et 1250. La construction des portes date du début du XIVe siècle. Les chapelles latérales ont été élevées aux XIVe et XVe siècles. Des indulgences accordées en 1428 permirent de lancer d'importants travaux de consolidation et l'achèvement des dernières chapelles latérales.
Sous l'Ancien Régime, elle était animée par une « familiarité », une communauté de prêtres locaux, desservant ensemble l'église. Il s'agit d'un système particulier au centre-sud de la France.
En 1516, sous la direction de maître Loys, architecte de l'église Saint-Michel de Dijon, on commença la construction du portail, surmonté de deux tours de hauteurs inégales. Le principal maître d'oeuvre fut Antoine de Rupt, ayant lui aussi travaillé à Dijon. En 1527, le Jacquemart (aujourd'hui disparu) est installé dans sa tour. Cela marque l'achèvement du chantier.
D'importantes réparations eurent lieu à la veille de la Révolution. Pendant celle-ci, le mobilier de l'église fut retiré, des statues furent détruites. En 1858, une campagne de réfection est organisée, sous l'égide de la municipalité et exécutée par Phal Blando, architecte de la ville. Cette campagne comprend deux portails latéraux, la mise en place du clocher élancé, pyramidal et octogonal, légèrement vrillé, appelé clocher tors.
Sa flèche d'ardoise s'élève à 33 mètres au-dessus de sa plate-forme, soit 11 mètres plus haut que le précédent.
L'église est également remarquable pour les gargouilles et les statues (notamment des prophètes) qui embellissent l'extérieur.
 À l'intérieur, plusieurs éléments sont notables :
- La Vierge au Raisin, statue attribuée à Claus de Werve de l'école de Claus Sluter, chef-d'œuvre incomparable de la sculpture médiévale bourguignonne du milieu XVe siècle,
- La Vierge à l'Enfant, statue du XVe siècle,
- Saint Antoine ermite, statue polychrome de la fin du XVe siècle,
- Christ de Pitié, statue du début du XVIe siècle,
- Les Orgues, léguées par Jehannotte Magrée en 1410. Elles furent remaniées en 1615 et en 1789 par François Callinet. Une chaire à prêcher du XVIe siècle faite en pierre rouge de Sampans,
- Un lutrin aigle en cuivre,
- Un polychrome du XVe siècle représentant la chasse de saint Hubert.

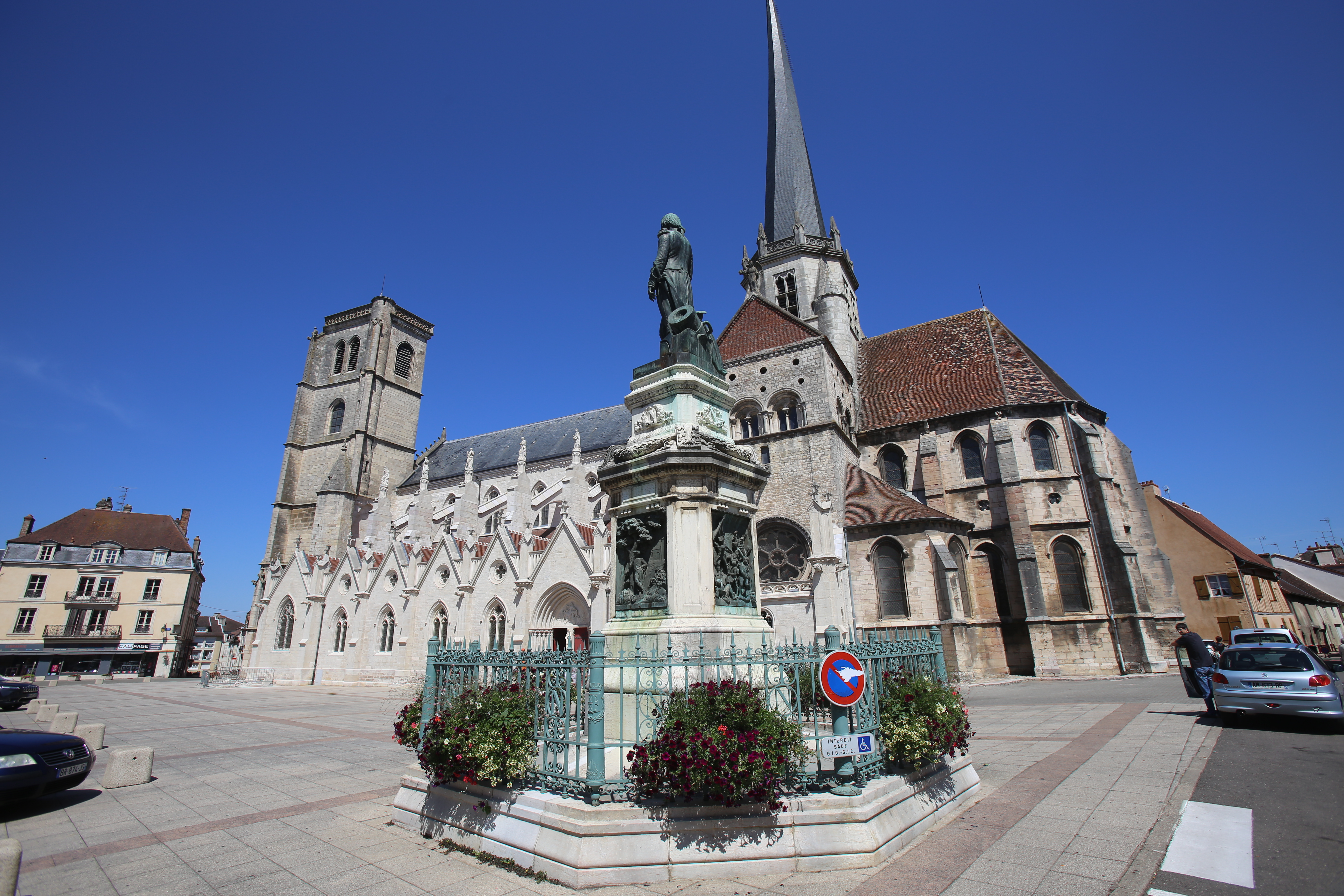
Statue de Bonaparte et église Notre-Dame.
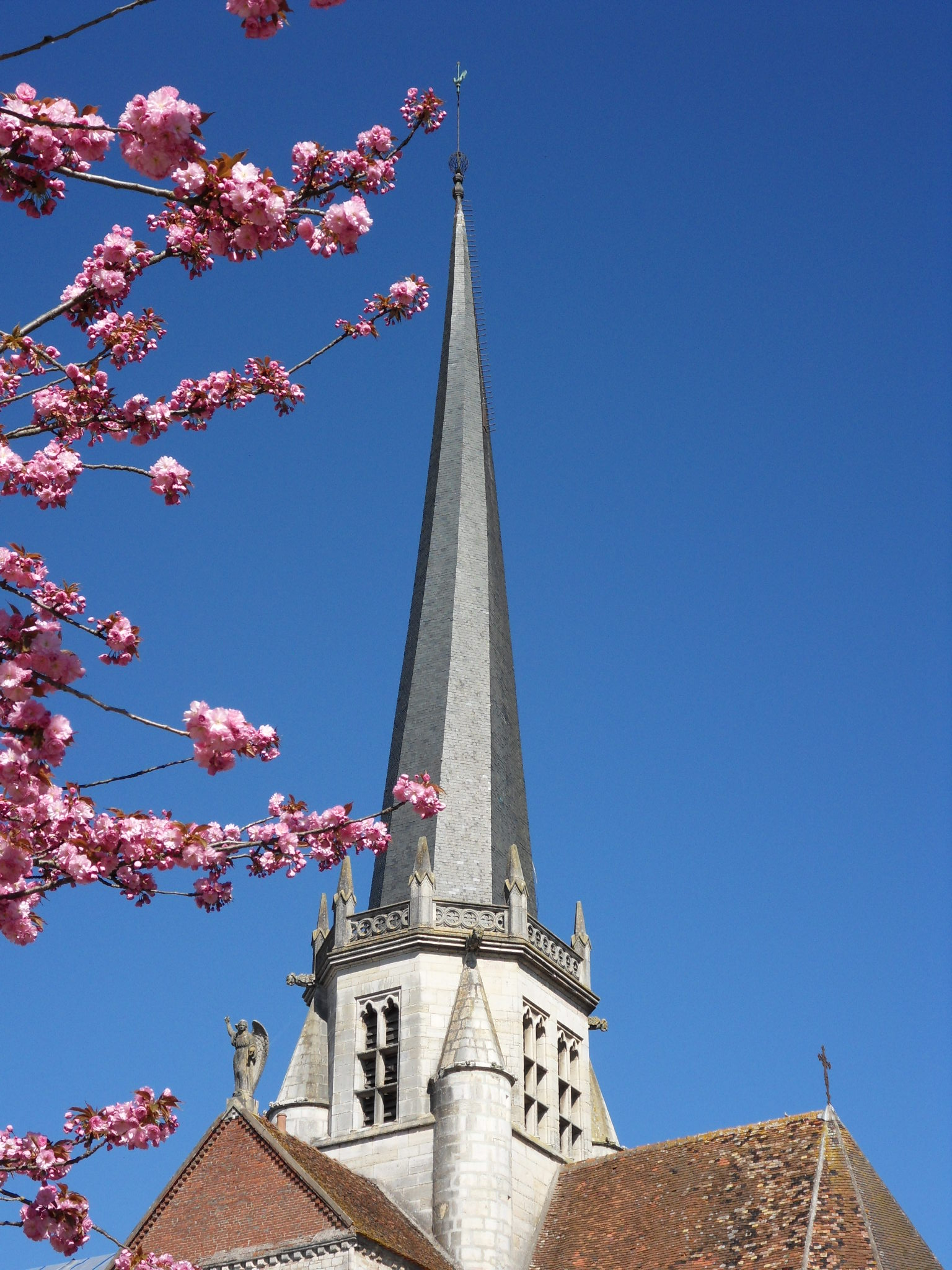
Le clocher tors de l'église Notre-Dame.
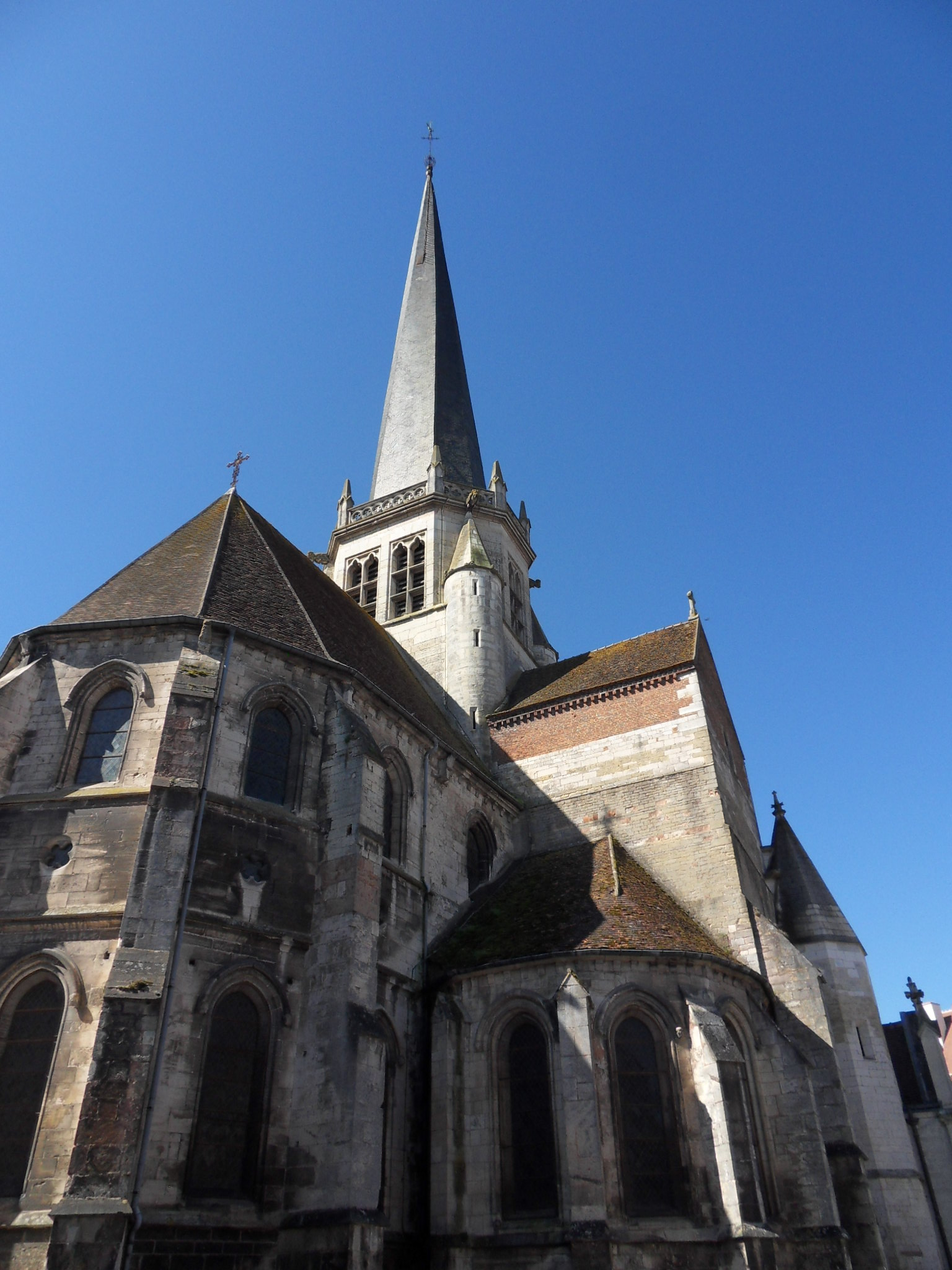
Le chevet côté nord.
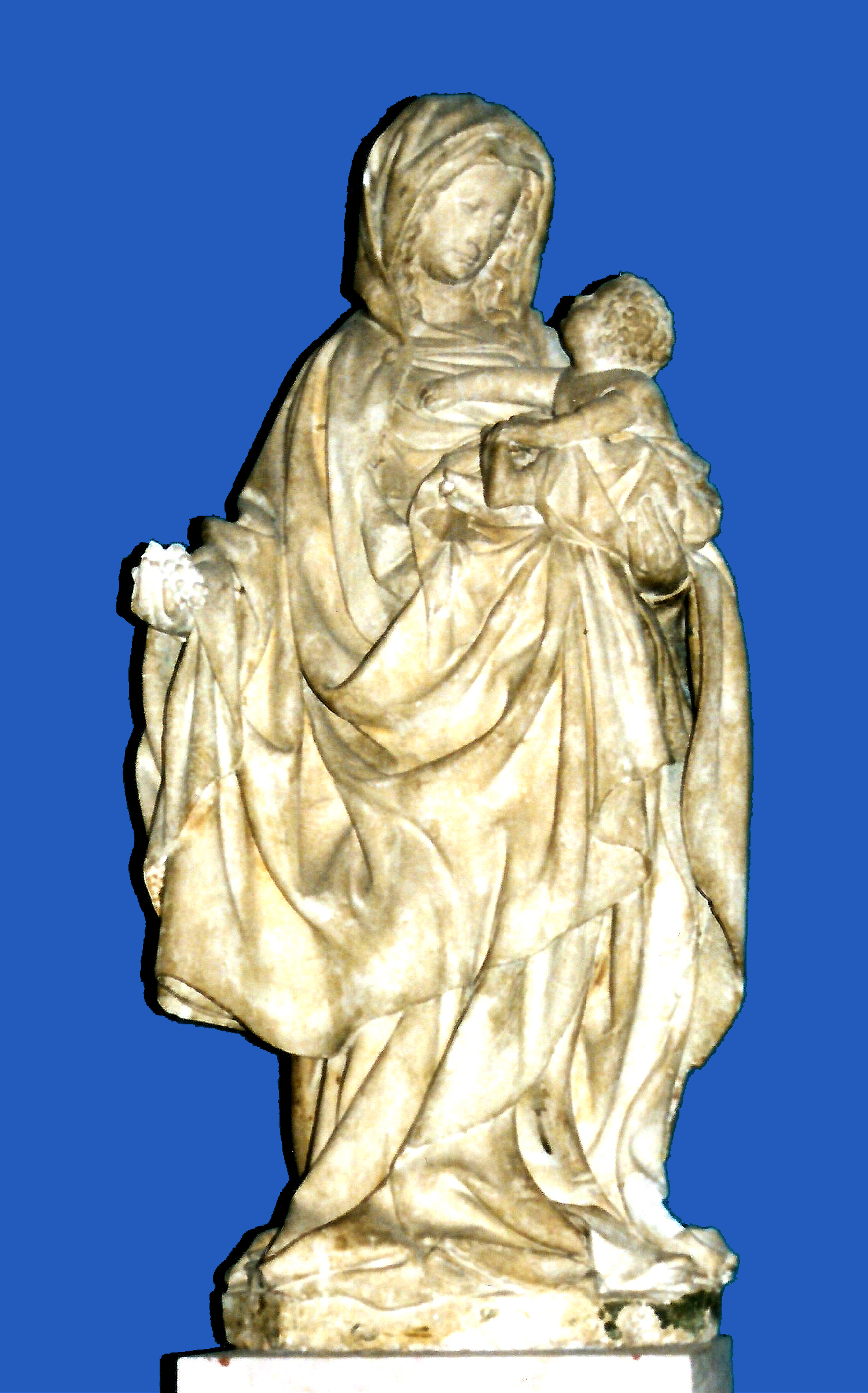
La Vierge au raisin. Sculpture bourguignonne du XVe siècle attribuée à Claus de Werve.
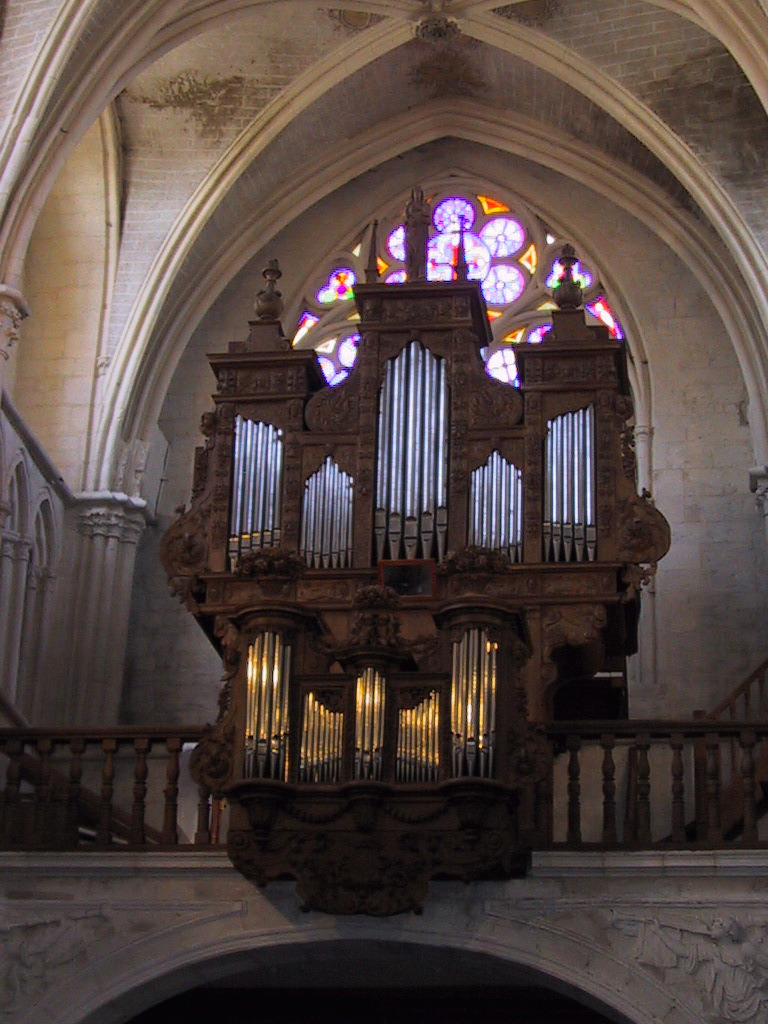
L'orgue François Callinet.

#### Patrimoine militaire

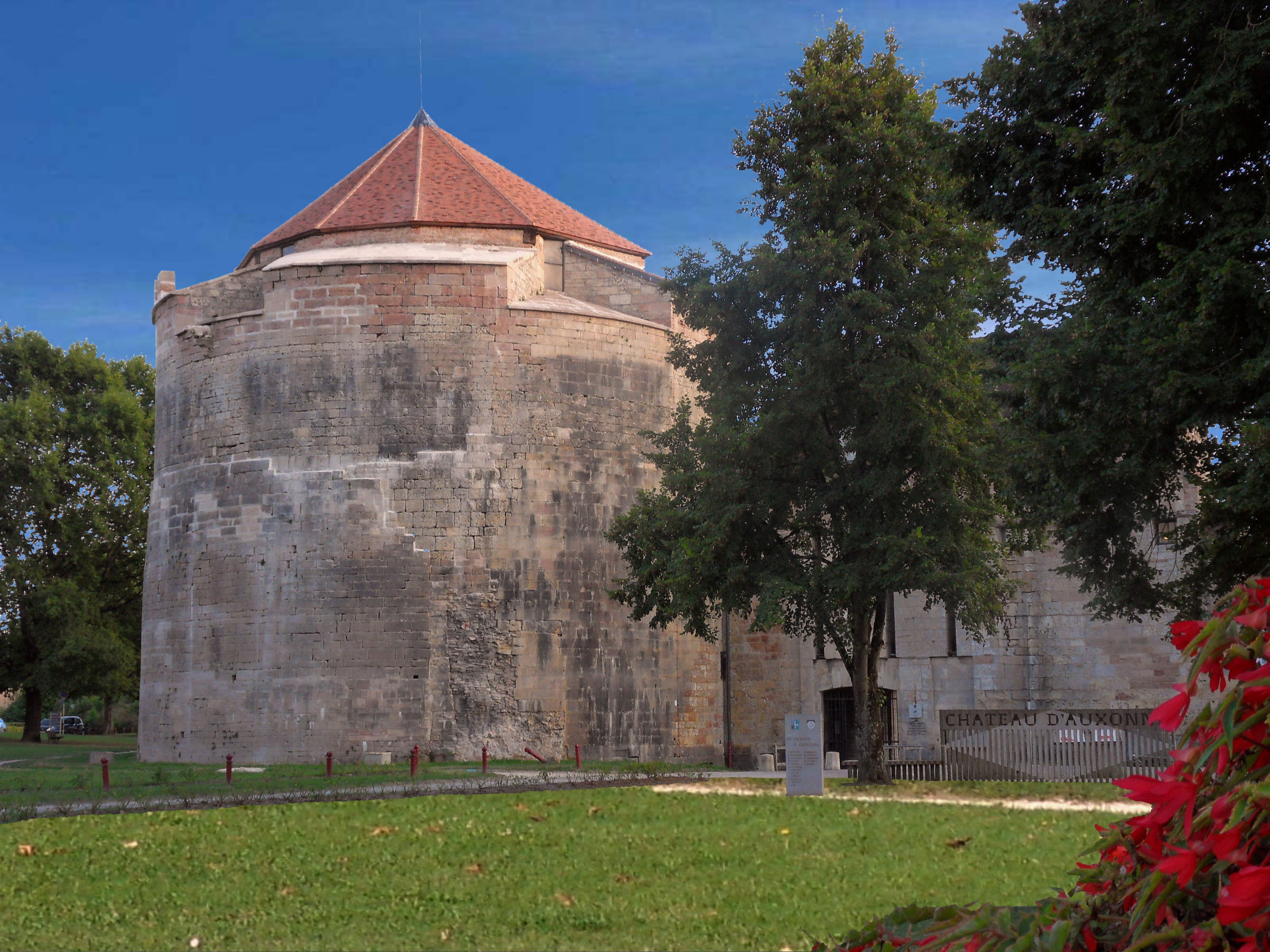
La tour Notre-Dame du château d'Auxonne.

- Le château d'Auxonne : l'un des trois châteaux (avec les châteaux de Dijon et de Beaune) bâtis sous le roi Louis XI après la défaite du duc Charles le Téméraire et achevés sous ses successeurs après la conquête du duché de Bourgogne, et le seul qui soit encore debout en dépit de transformations ultérieures. Construit dans l'angle sud-ouest de la ville, le château comporte un corps de caserne datant de Louis XII et François Ier qui constitue peut-être le plus ancien bâtiment de caserne bâti à cet usage en France. Le château a 5 tours d'angles reliées par d'épaisses courtines : les deux tours accolées des Moulins, la tour de Beauregard, la tour du Pied de biche, la tour du Chesne (aujourd'hui démolie) et la tour Notre-Dame. Cette dernière est la plus massive, avec trois niveaux voûtés, ses 20 mètres de diamètre, ses 22 mètres de hauteur et ses murs épais de 6 mètres à la base. (Coordonnées : 47° 11′ 30″ N, 5° 23′ 00″ E)

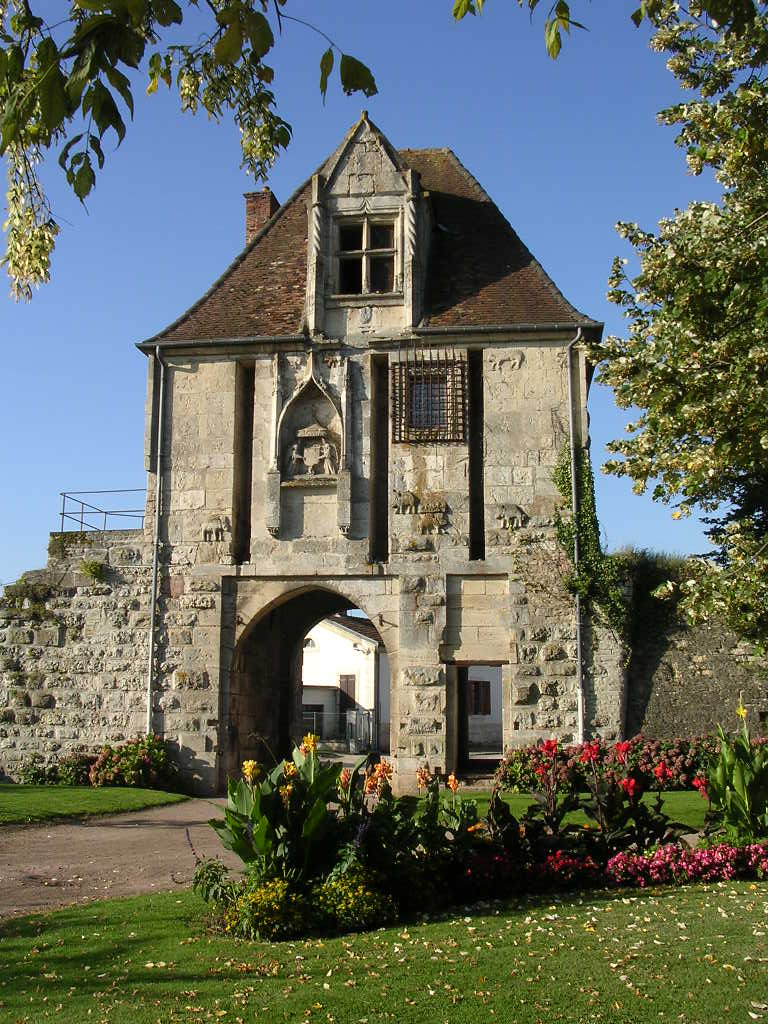
La porte de Comté.

- Les remparts[63] : les fortifications sont mentionnées dans la charte de 1229 : il s'agissait à cette époque de simples remparts de terre, bordés d'un fossé surmonté de pieux et d'épines. Dès la première moitié du XIVe siècle, au prix de mille sacrifices de la population, la ville était dotée de la ceinture de muraille qu'elle conforta jusqu’à l’intervention du comte d'Apremont en 1673. Cette enceinte médiévale couvrait un périmètre de 2 600 mètres et comprenait 23 tours et tournelles et un pont fortifié. Le front de Saône, très difficile à construire, fut entrepris à partir de 1411. La muraille fit la fierté du duc de Bourgogne Philippe le Bon, qui déclara dans des lettres patentes du 23 décembre 1424 : « La place de notre ville d’Auxonne est très belle, forte et très bien fermée de murs et de fossés ». En 1479, en devenant maître de la Bourgogne, Louis XI construisit un château forteresse adapté au progrès de l’artillerie avec l’apparition du boulet métallique. Auxonne, placée dans une position stratégique de ville frontière dut supporter des guerres continuelles avec la Comté devenue terre d’Empire depuis le traité de Senlis en 1493. Les remparts médiévaux furent l’objet de soins et de renforcements continuels : au XVIe siècle, avec Louis XII et François Ier. Avec Louis XIV et les guerres de conquêtes de la Comté, l’intérêt stratégique de la ville amena le roi à mettre la ville « en état de ne pas craindre les attaques de l’ennemi ». En 1673, c’est François de la Motte-Villebret, comte d'Apremont, d’origine tourangelle qui en fut chargé. Il détruisit à peu près l'enceinte médiévale pour mettre en place un système de défense à la Vauban dont une partie subsiste encore aujourd'hui. D’Apremont décéda en 1678 et c’est Vauban qui lui succéda pour assurer l'achèvement des travaux. Il dressa un magnifique projet qui complétait l'œuvre du comte d'Apremont, mais la signature du traité de Nimègues en 1678 lui fit perdre son intérêt et ce projet ne fut jamais réalisé.
- La porte de Comté : à l'est de la ville, ce superbe exemple d'architecture militaire datant du règne de Louis XII montre un programme comparable à celui qui ornait la porte de secours du château de Dijon aujourd’hui disparue. On remarquera sur la face extérieure de la porte l'écu de France, soutenu par deux anges, et les porcs-épics, symboles royaux.
- La tour de Belvoir (ou tour Belvoir). Sur les 23 tours de l'enceinte médiévale, il ne subsiste aujourd’hui que trois tours et sur ces trois tours, la tour Belvoir est la seule qui n'ait pas fait l'objet de modifications notables.

- La porte Royale du XVIIe siècle (1667-1717). Pendant la période médiévale, l'entrée nord de la ville était contrôlée par la porte de Flammerans. À l'occasion du renforcement des fortifications de la ville dont fut chargé en 1673, le comte d'Apremont, ingénieur de la place, ce dernier fit construire la porte Royale en remplacement de la porte de Flammerans. Il confia, avant de devoir s'absenter, la réalisation des travaux à Philippe d’Anglart « Architecte et entrepreneur des bâtiments du Roy ». À son retour, le comte d’Apremont n'étant pas satisfait du travail accompli fit recommencer le travail. La mort du comte, survenue en 1678 arrêta les travaux et c'est Vauban qui en assura l'achèvement en 1699. L'étage du pavillon central ne fut ajouté qu'en 1717. Côté ville, le corps central est flanqué de part et d'autre de deux pavillons parfaitement identiques, couverts d'une toiture à la Mansart. L'ouverture de la porte, vers la campagne est surmontée d'un trophée d'armes.

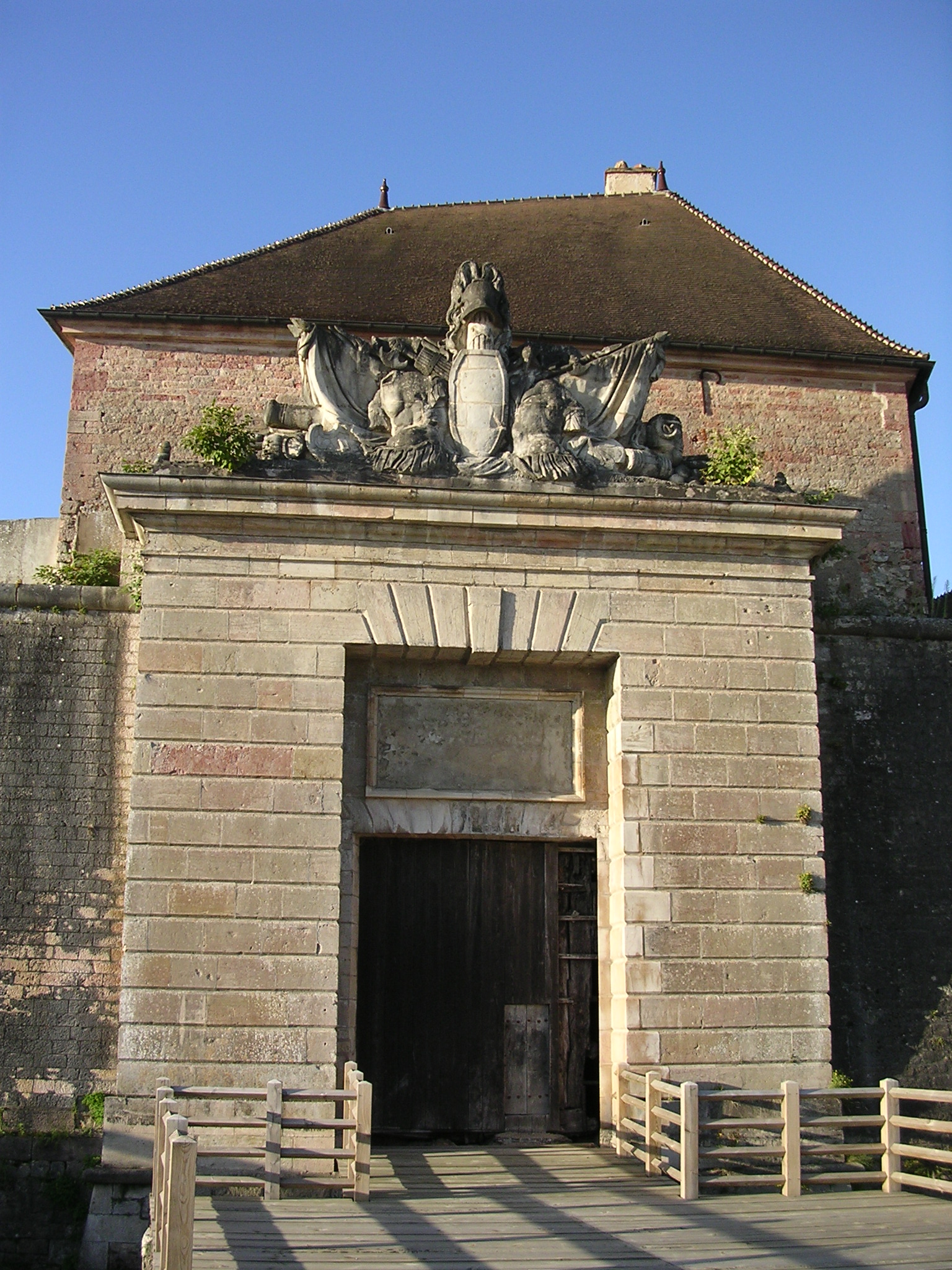
La porte Royale côté extérieur.
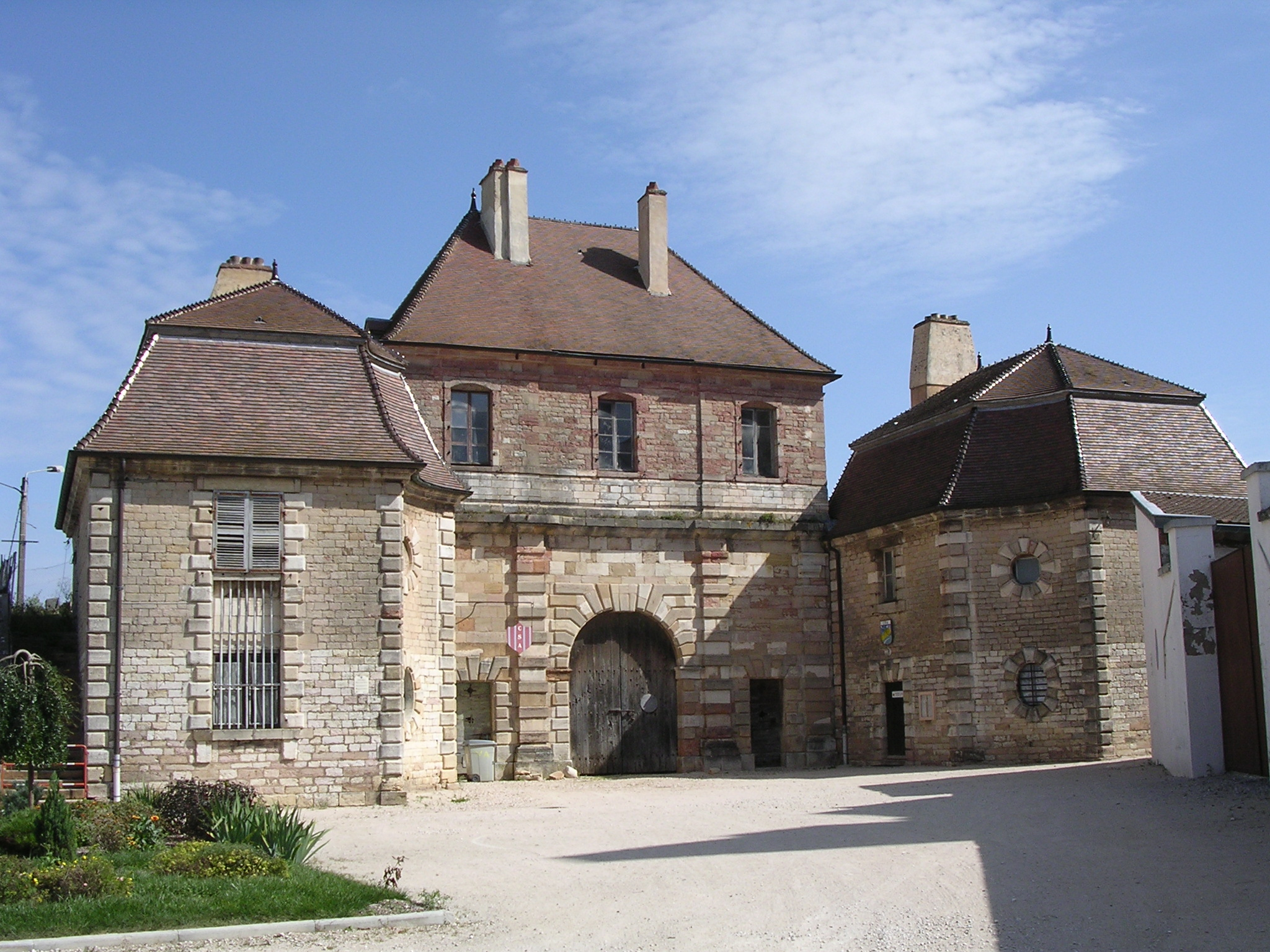
La porte Royale côté ville.

- La tour du Signe sur laquelle on peut voir une salamandre, emblème de François Ier.
- L'arsenal d'artillerie du XVIIe siècle servant initialement à fournir des affûts de canon et stoquer les munitions pour toute la Franche-Comté. Il fait partie d'un large programme de renforcement de la place forte d'Auxonne face à l'Empire dans les années 1670 soutenu par Colbert. L'endroit est stratégique, la région est riche en fer, et Auxonne bénéficie de bonnes circulations fluviales. La construction d'un arsenal est décidée en 1674 sur ordre du roi et de premiers bâtiments sont rapidement élevés. Le plan d'ensemble est repris et agrandi par Vauban entre 1689 et 1693 sur les ordres de Louvois. Sous l'impulsion du lieutenant-général de l'Artillerie Frezeau de La Frézelière, Auxonne joua un rôle important dans les innovations techniques de la fonte des canons de la fin du XVIIe siècle. De petits bâtiments, forges, magasins, furent ajoutés en 1762. La suppression de l'arsenal fut ordonnée en 1830 et effective en 1846. Les bâtiments servirent dès lors de halles à la ville. L'arsenal a conservé une grande partie de ses dispositions anciennes[64].
- La statue du lieutenant Napoléon Bonaparte, en bronze, par François Jouffroy, inaugurée en décembre 1857 au centre de la place d'armes. Bonaparte est représenté sous ses traits de jeunesse dans le costume d'officier d'artillerie. Le socle est orné de quatre différents bas-reliefs (Bonaparte à la chapelle de la Levée, Bonaparte au pont d'Arcole, la cérémonie du sacre de Napoléon et une séance au Conseil d'État).
- Les casernes, en pierre rose de Moissey, dans lesquelles Bonaparte occupa successivement deux chambres. Elles sont désormais occupées par le 511e Régiment du Train.

#### Quelques tours défensives en images

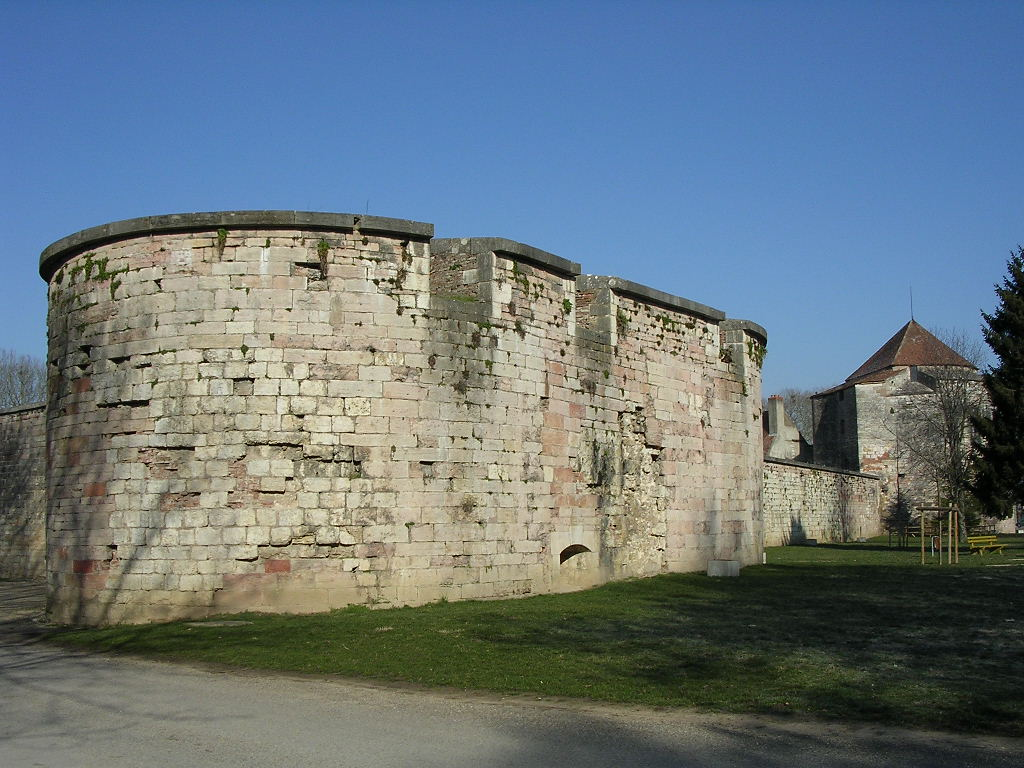
La tour du Pied-de-Biche.
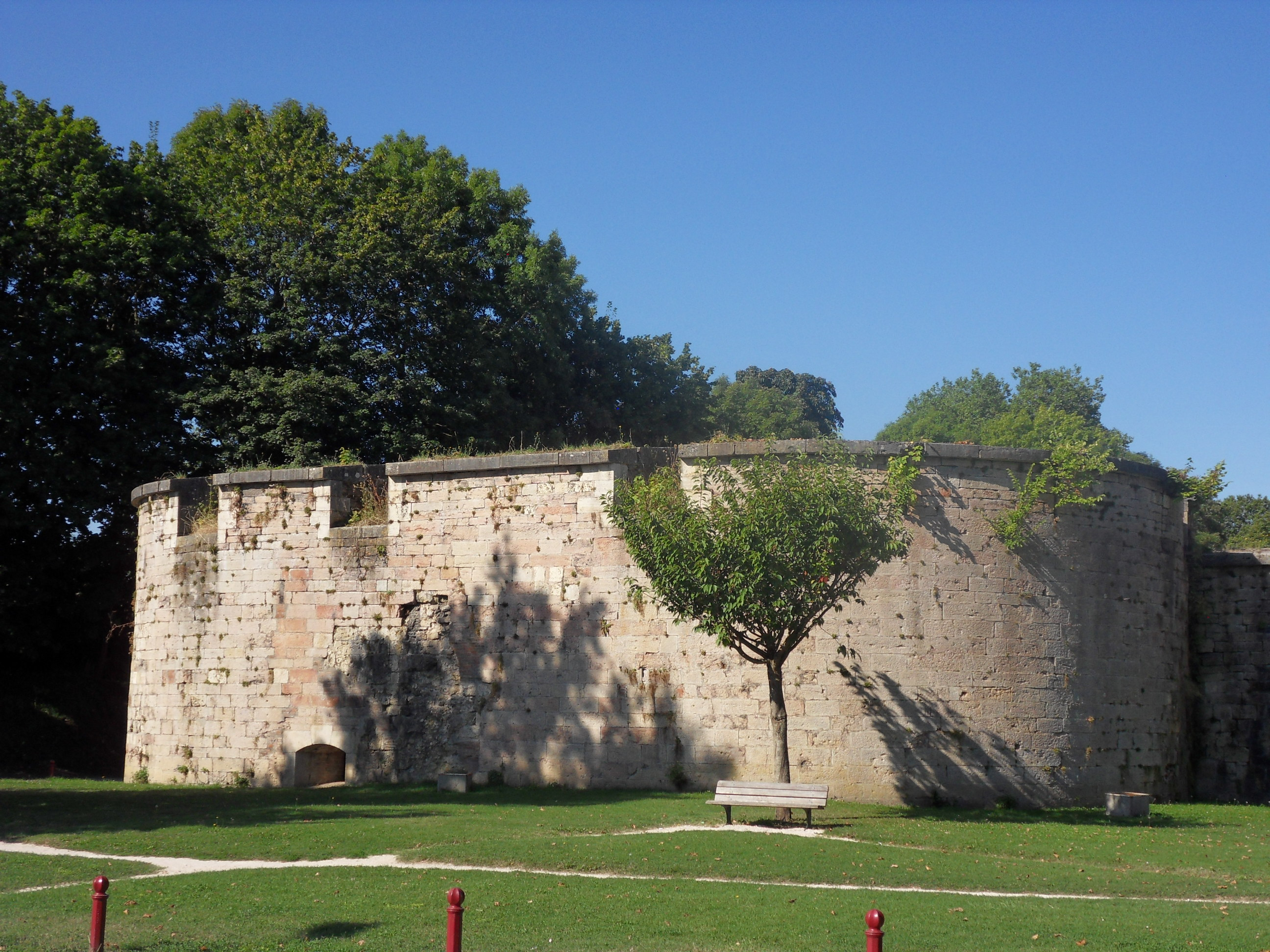
La tour du Pied-de-Biche.
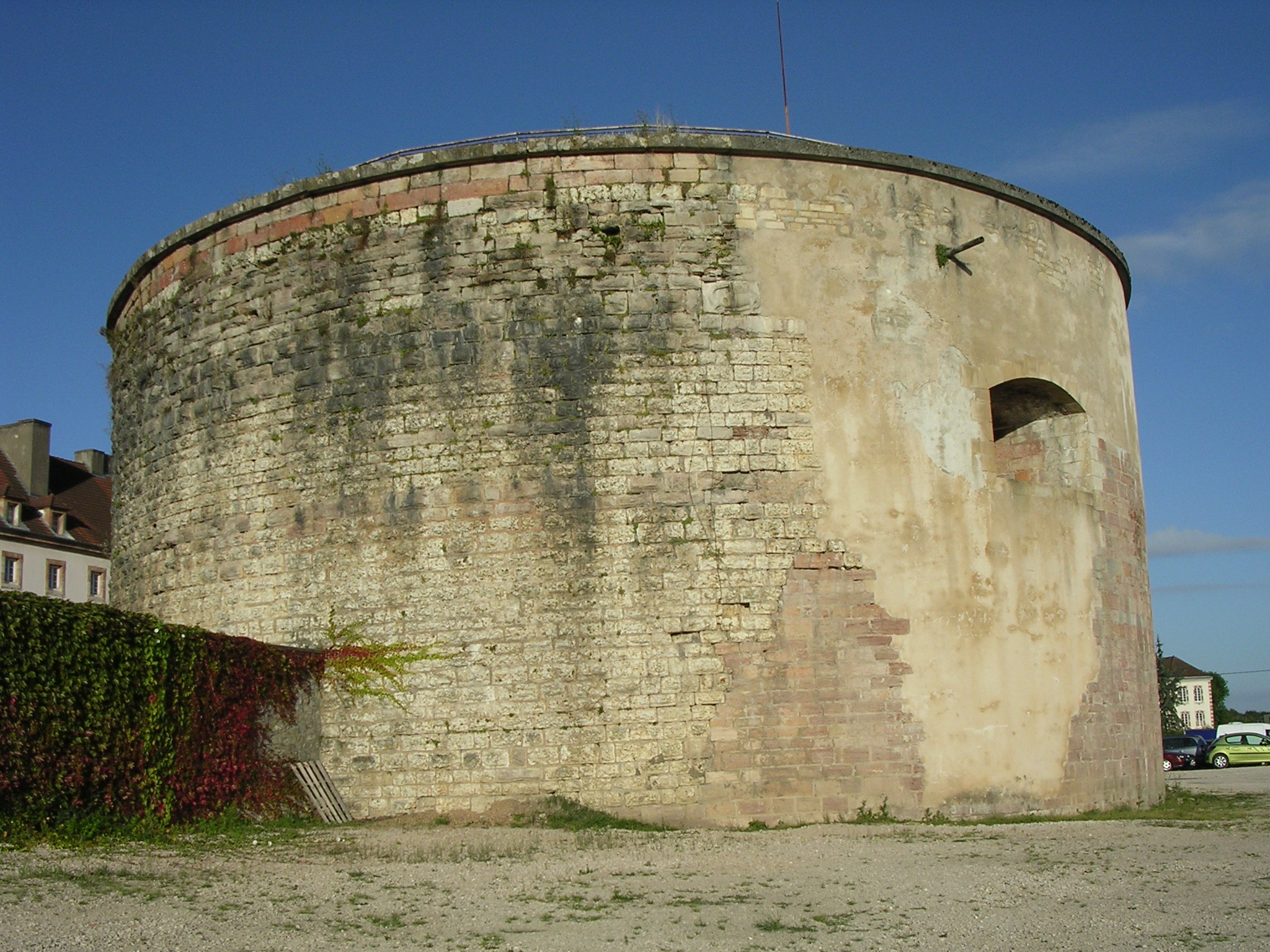
La tour du Signe.
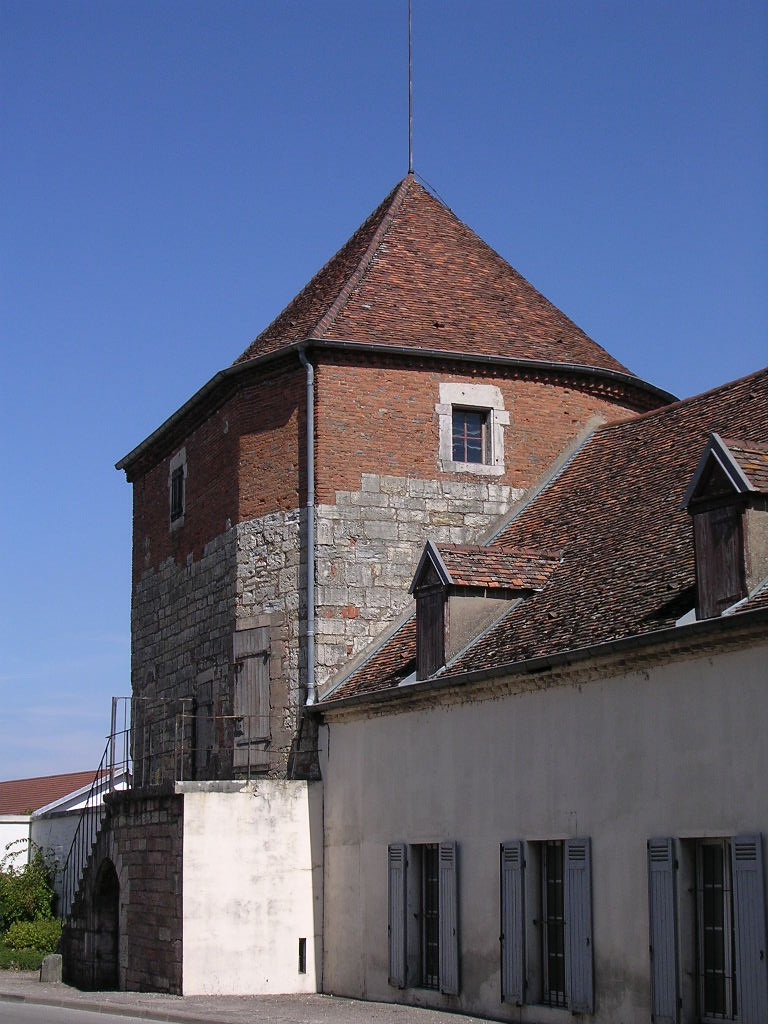
La tour de Belvoir.

#### Patrimoine civil

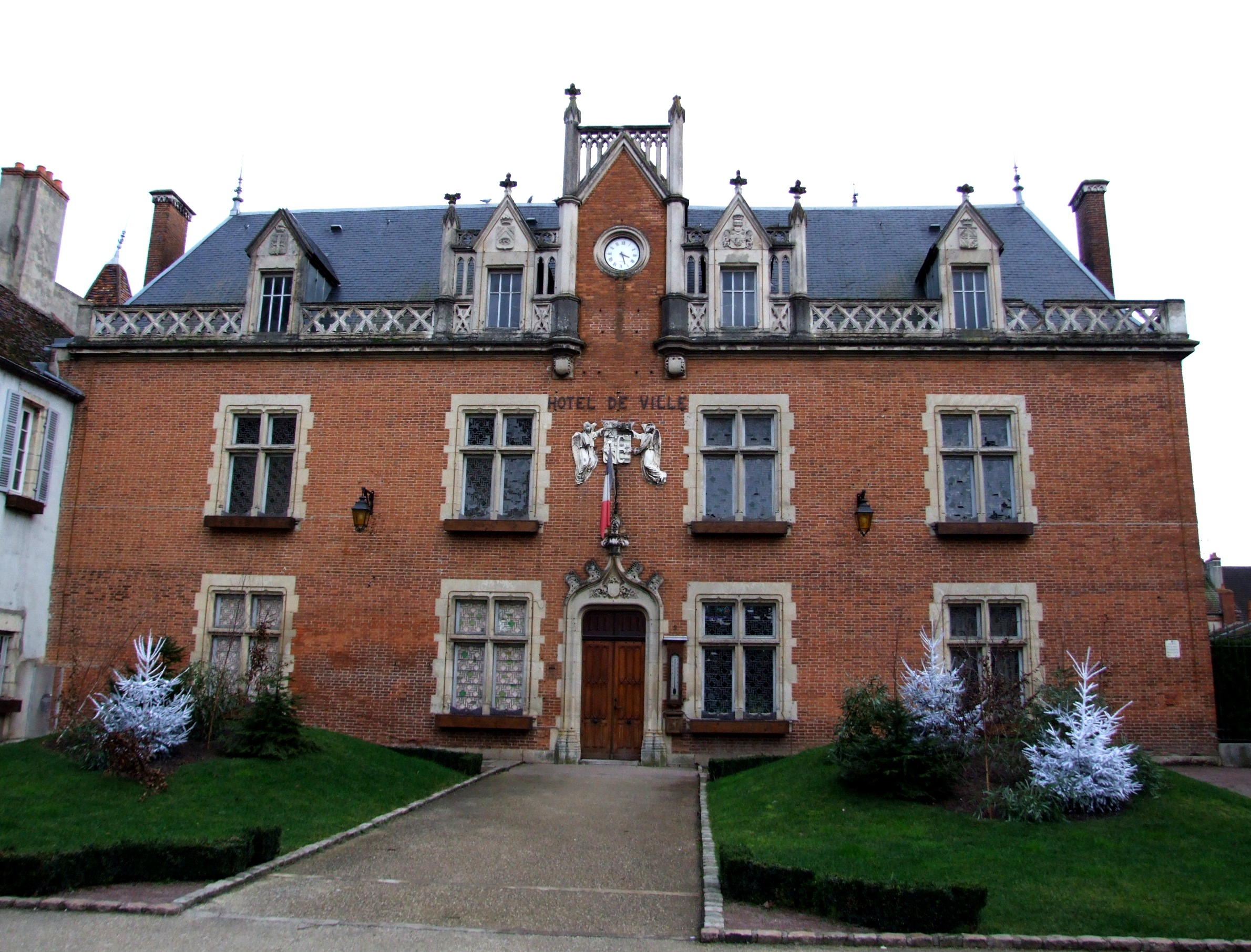
L'hôtel de ville.

- L'hôtel de ville : édifice en brique du XVe siècle avec un toit d'ardoise, ancien logis des ducs de Bourgogne. Il est de style néogothique et devint la propriété de la ville d'Auxonne en 1811 qui effectua des changements sur la façade (1857-1858).
- L'hôpital, qui est apparu dans l'histoire de la commune au XIIe siècle. Il a été reconstruit au XIXe siècle (1843-1863). Sa chapelle et son apothicairerie sont remarquables.
- Une maison à colombage du XVIe siècle sur la place d'armes.
- Le port royal d'Auxonne, port de plaisance fluvial aménagé en 2011.

#### Barrage sur la petite Saône
Le barrage à aiguilles sur la petite Saône a été construit en 1840 et a fonctionné durant 170 ans, jusqu’en avril 2011, date à laquelle un barrage moderne (gonflable à volets mécaniques) a pris le relais. Il s’étend sur plus de 200 mètres de long et est partagé en quatre passes de 50 mètres chacune, avec au total 1 040 aiguilles à manœuvrer en fonction de la fluctuation des niveaux d’eau.

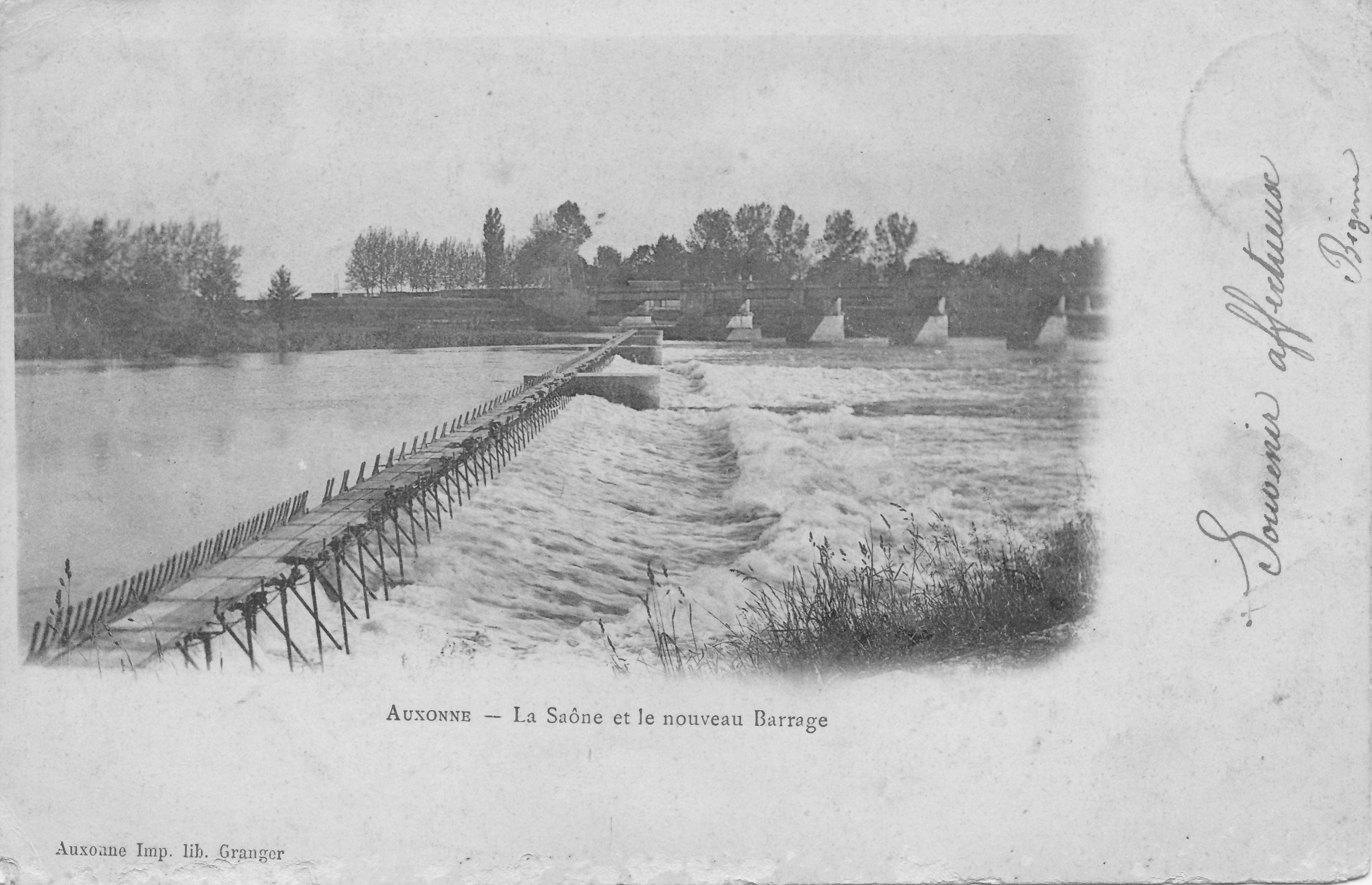
Vue ancienne du barrage à aiguilles d'Auxonne.
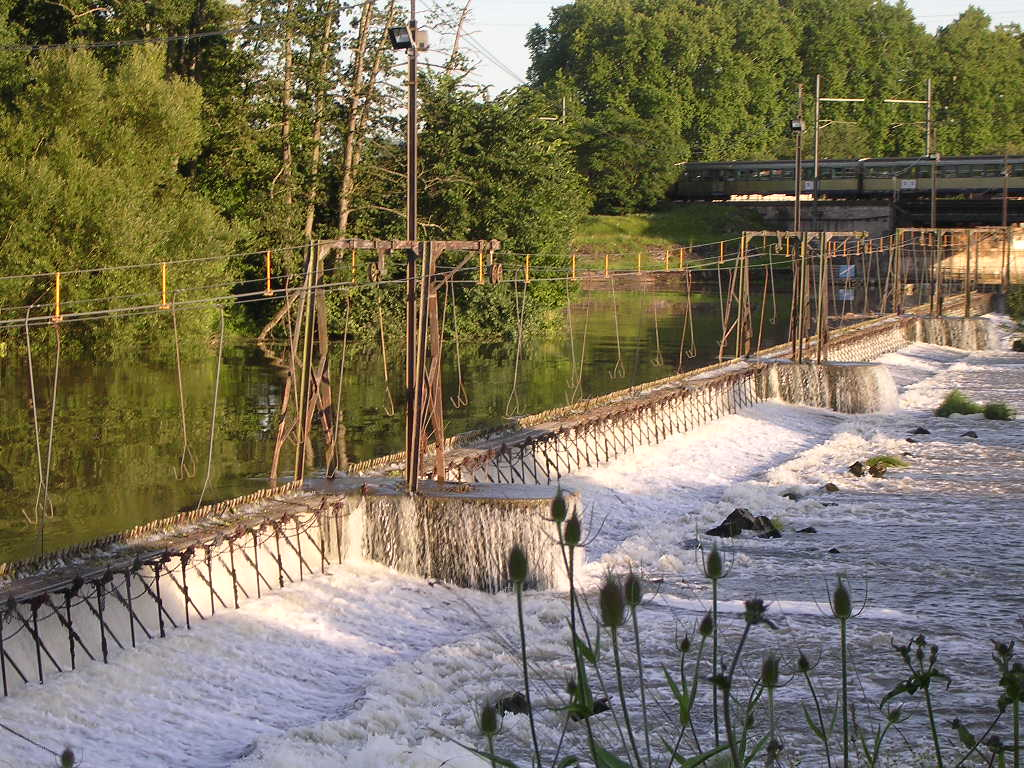
Le barrage à aiguilles en 2007.

### Personnalités liées à la commune

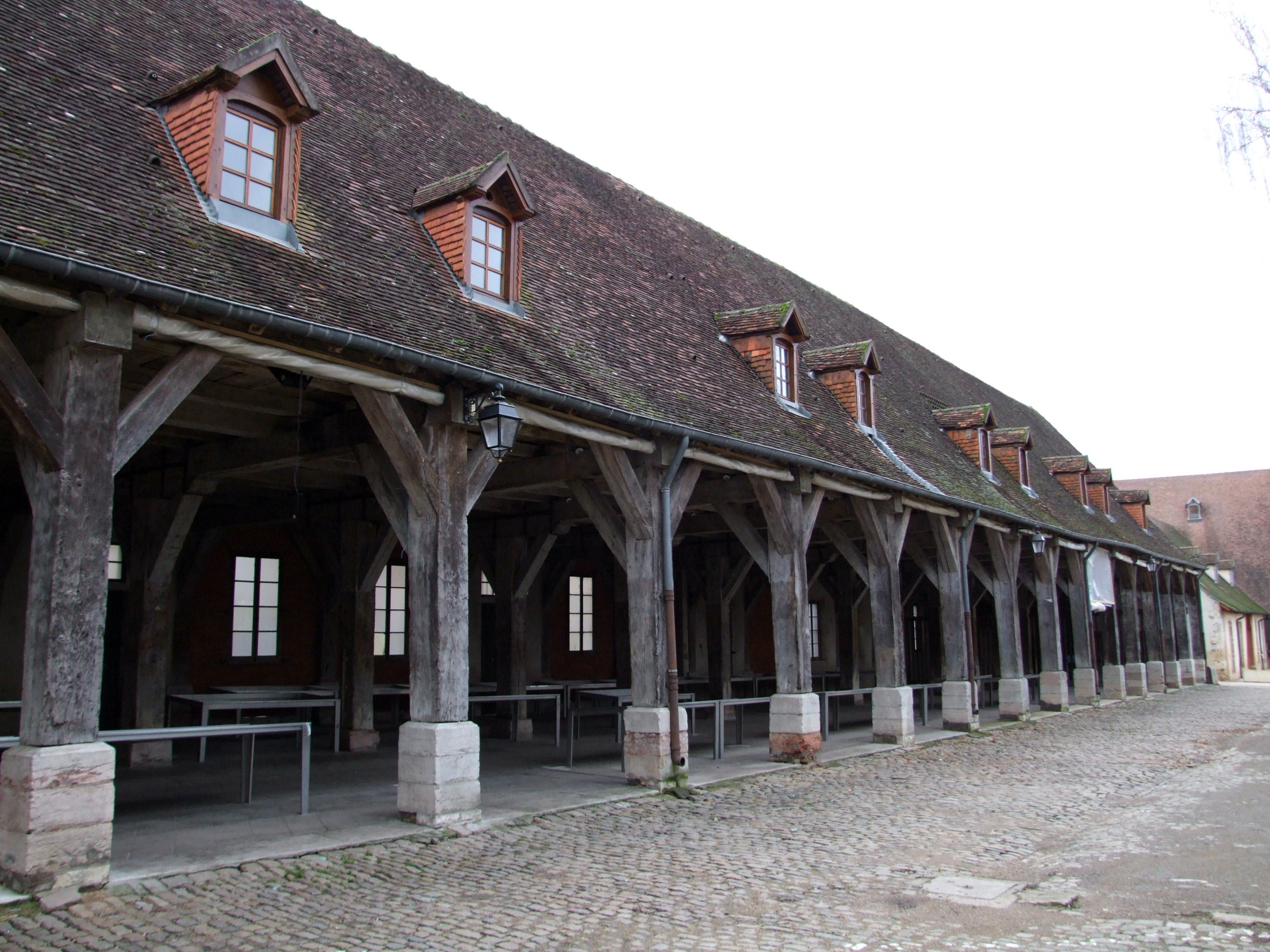
L'arsenal Vauban, maintenant les halles.

#### Les gouverneurs des ville et château d'Auxonne
- Jean de Saulx-Tavannes, né en 1555. Troisième des cinq enfants du maréchal de Tavannes Gaspard de Saulx, et de Françoise de la Baume son épouse. Il naquit derrière Henri-Charles-Antoine de Saulx, mort au siège de Rouen en 1562 et Guillaume de Saulx, comte de Tavannes, bailli de Dijon et lieutenant général au gouvernement de Bourgogne. Jean de Saulx fut connu d’abord sous le nom de vicomte de Ligny, (aujourd’hui Ligny-le-Châtel) et ne prit le titre de vicomte de Tavannes qu’en 1563, après le décès de Henri de Saulx, son frère aîné. Il rentra en France en 1575 de ses voyages qui l’emmenèrent d'abord en Pologne où il suivit le duc d’Anjou puis au Proche Orient. Il se jeta dans le parti des Guises et de la Ligue catholique (France). Il fut nommé gouverneur d’Auxonne et lieutenant en Bourgogne pour le duc de Mayenne. Il perdit le gouvernement des villes et château d’Auxonne en 1585 à la suite d'une rébellion de la population d’Auxonne qui, fidèle à la couronne, refusait de voir la ville livrée au duc de Mayenne représentant de la Ligue en Bourgogne. Jean de Saulx vécut encore de longues années sous les règnes d'Henri IV et de Louis XIII. Dans sa retraite de Sully, il rédigea les Mémoires de son père. Henri IV s’était engagé à le confirmer dans la dignité de maréchal de France, mais rendu suspect au roi, la promesse royale ne fut pas tenue. Jean de Saulx expira en 1630 au château de Sully dont il avait terminé la réédification commencée par son père. Il fut marié deux fois. La première femme fut Catherine Chabot, fille de François Chabot, marquis de Miribel qui lui donna trois enfants. Il épousa en secondes noces Gabrielle Desprez dont il eut huit enfants[66].
- Claude de Bauffremont.
- Henri de Bauffremont.
- Claude Charles-Roger de Bauffremont, marquis de Senecey, bailli de Chalon-sur-Saône, mort le 18 mars 1641 après le siège d'Arras.
- Jean-Baptiste Budes, comte de Guébriant. né à Saint-Carreuc en 1602. Maréchal de camp, (provisions du 10 avril 1641), gouverneur des villes et château d'Auxonne, maréchal de France, lieutenant de Sa Majesté en ses armées d'Allemagne. Il fut blessé au siège de Rotweil d'un coup de fauconneau qui lui emporta le bras droit le 17 novembre 1643 ; il mourut de sa blessure le 24 novembre. Une rue d'Auxonne porte son nom. Il eut pour successeur Bernard du Plessis-Besançon[67].
- Bernard du Plessis-Besançon, seigneur du Plessis, officier et chef d’état-major, ambassadeur, naquit dans les premiers mois de l'année 1600 à Paris. Il était fils puîné de Charles de Besançon, seigneur de Souligné et de Bouchemont et de Madeleine Horric[68].

Les différentes missions militaires ou diplomatiques que lui confièrent Richelieu puis Mazarin l’amenèrent de 1637 à 1658 sillonner la France, à se rendre en Hollande, en Allemagne, en Catalogne, en Italie. En 1627 il était en Hollande puis à la fin de la même année, au siège de La Rochelle, en 1629-1630 il était présent au Piémont aux sièges de Casal et de Pignerol. Il était en Provence en 1629 et 1635, en Flandre en 1637, en Guyenne en 1638, au siège d'Arras en 1640, puis en Catalogne, en Italie.
Il donna des preuves d'un véritable talent aux sièges de la Rochelle et de Fontarabie, (1638), au secours de Casal comme chef de l'avant-garde française, à la prise de Salses (2 novembre 1639), de Rivesaltes en 1639, et de Perpignan, ou encore aux combats devant Barcelone en 1641, à la bataille de Llorens. Comme diplomate, il mérite encore bien davantage d’être apprécié et connu. Il rédigea les articles de la soumission de la Catalogne au roi, le 16 décembre 1640 et il signa le 28 janvier 1641 le traité que le roi accepta à Péronne, le 19 septembre suivant. En 1643 à Brisach pour contenir la garnison des weymariens qui s’était mutinée. En 1644 il remplit une mission secrète à Bruxelles auprès don Francisco de Melo. Le 16 décembre 1644, il reçoit les lettres de provisions royales qui le nomment gouverneur des ville et château d’Auxonne en considération des emplois considérables qu’il avait remplis et où il s’était signalé « par sa générosité, valeur et bonne conduite ». « Cette place, qui commandait les frontières de la Franche-Comté, avait alors une réelle importance et les fonctions de gouverneur n’étaient pas seulement une honorifique sinécure ». En 1651, pendant la Fronde, il se démet de ses fonctions de gouverneur d'Auxonne au profit du duc d'Épernon, devenu gouverneur de Bourgogne en remplacement du prince de Condé avec qui il avait échangé le gouvernement de Guyenne. Pendant les neuf ans que dura cette situation, Du Plessis-Besançon fut, en 1655, pendant trois ans, employé comme ambassadeur à Venise. Toutes ces missions de diplomatie montrent la confiance sans limites qu'avait Mazarin dans le tact de cet agent.
Il retrouva le gouvernement d’Auxonne, sur démission du duc d’Épernon, par provisions royales données à Paris, le 9 décembre 1660 ; un ordre du 24 décembre 1661, lui donne pouvoir pour commander dans cette place et le pays environnant. Il conserva ce commandement jusqu’à sa mort.
Sa mort eut lieu le 6 avril 1670 à Auxonne au logis du Roy, l’actuelle mairie. Les débris du marbre funéraire de Du Plessis-Besançon furent rassemblés en 1807 « dans le carré du transept de l’église où il fut enterré. Son marbre funéraire retrace la magnifique carrière militaire et diplomatique d'un grand serviteur de la monarchie ,». On y lisait encore son épitaphe en 1721. Il avait épousé le 25 juin 1637 Louise d’Amphoux, fille d’un conseiller du roi au siège de Fréjus et de Saint-Tropez.
- Claude V de Thiard, né en 1620, († 1701), comte de Bissy, nommé le 13 avril 1670 gouverneur des villes et château d'Auxonne. Il fit construire le château de Pierre de Bresse. Lieutenant général, commandant en Lorraine et aux Trois-Évêchés, mort à Toul le 3 novembre 1701. Il se démit de ses fonctions en 1687, en faveur de son fils. La maison de Thiard est l'une des plus anciennes et des plus illustres de la Bourgogne. Elle compta dans ses membres Pontus de Tyard (ou de Thiard), le plus célèbre de tous, un des plus grands poètes latins de son temps.
- Jacques de Thiard, né en 1649, marquis de Bissy, lieutenant général des armées du Roy, mort le 29 janvier 1744.
- Anne-Claude de Thiard, né le 11 mars 1682 au château de Savigny, (Vosges), mort le 25 septembre 1765 à Pierre-de-Bresse, marquis de Bissy, lieutenant général, ambassadeur à Naples. Il démissionna du gouvernement d'Auxonne en 1753[75].
- Claude de Thiard, (Claude VIII), 13 octobre 1721, († 26 septembre 1810), comte de Bissy, cousin de Anne-Claude de Thiard, comte de Bissy. Il fut nommé lieutenant-général du roi en Languedoc et désigné le 25 août 1753 gouverneur des villes et du château d'Auxonne. Il fut membre de l'Académie française à partir de 1750. Il ne perdit le titre de gouverneur d'Auxonne que par suite de la Révolution de 1789.

#### Autres personnalités
- nombreux membres de la famille de Suremain.
- Claude Jurain, avocat, maire d’Auxonne et historiographe de la ville, auteur de Histoire des antiquitez et prerogatives de la ville et conté d’Aussonne, contenant plusieurs belles remarques des Duchés et Conté de Bourgogne, etc. Dijon. Jurain est décédé le 9 novembre 1618 à Auxonne. Une rue d'Auxonne porte son nom.
- Denis Marin de la Chasteigneraye, conseiller d'État, intendant des finances de France, né au mois de janvier 1601, mort à Paris le 27 juin 1678. Une rue d'Auxonne porte son nom.
- Jacques-Louis Valon de Mimeure, (1659-1719), marquis de Mimeure, lieutenant-général des armées du Roy, l'un des Quarante de l'Académie Française de 1707 à sa mort. Jacques-Louis Valon est décédé le 3 mars 1719 à Auxonne.
- Gabriel Davot, savant avocat au Parlement de Dijon, professeur de droit français en l’université de la même ville, né le 13 mai 1677, mort à Dijon le 12 août 1743. Une rue d'Auxonne porte son nom.
- Pierre-Gabriel Ailliet, chef de bataillon né à Auxonne en 1762, chevalier de l'Empire.
- Jacques Maillart du Mesle, né à Auxonne le 31 octobre 1731 de Simon-Pierre Maillart de Berron et de Antoinette Delaramisse. Il fut pendant cinq années intendant des Iles de France et de Bourbon qu’il laissa lors de son rappel à Paris dans l’état de prospérité le plus florissant, avec la réputation d’avoir été le plus habile administrateur qu’aient eu ces territoires. Il mourut à Paris le 9 octobre 1782. Il a laissé son nom à une rue d'Auxonne.
- Jean-Louis Lombard (1723-1794), Savant, professeur de mathématiques à l'École Royale d'Artillerie d'Auxonne et écrivain militaire français eut Napoléon Bonaparte comme élève.

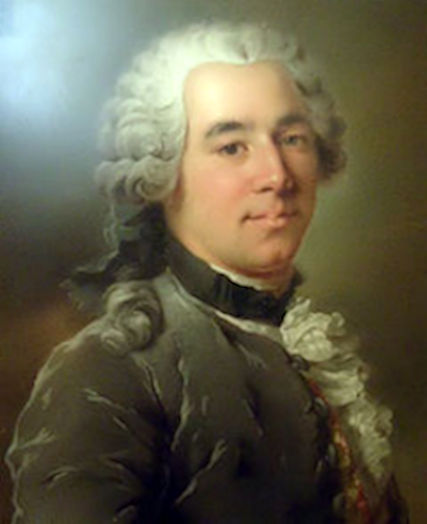
Jean-Louis Lombard.
Portrait conservé au musée d'Auxonne. Peintre inconnu.

- Henri Richon (1745-1827), général des armées de la République y est décédé.
- Jean-François Landolphe (1747-1825), né à Auxonne le 5 février 1747- († 13 juillet 1825) à Paris, ancien capitaine de vaisseau de la marine royale, marin célèbre[76]. Une rue d'Auxonne porte son nom.
- Jean-Baptiste Félix de Manscourt du Rozoy (1749-1824), général des armées de la République, y est décédé.
- Joseph Mignotte (1755-1828), né le 12 novembre 1755 à Auxonne. Général de brigade le 1er janvier 1796. A servi dans la gendarmerie impériale. Décédé à Rennes le 11 avril 1828.
- Claude-Antoine Prieur-Duvernois (1763-1832) est un Auxonnais célèbre dont le lycée d'Auxonne porte le nom. Il s'illustra lors de la Révolution. Claude-Antoine Prieur est né à Auxonne le 2 décembre 1763. Il était le fils de Noël-Antoine Prieur, écuyer, qui exerçait un emploi de finance, et de Anne Millot. Ancien membre de la Convention nationale et du Conseil des Cinq-Cents il était connu sous le nom de Prieur de la Côte d'Or, qui le distinguait de Prieur de la Marne, dont il partagea l’opinion ; dans le procès du roi Louis XVI, ils votèrent l’un comme l’autre, la peine de mort sans appel au peuple ni sursis. Il a médité et produit, au milieu des orages politiques de l’époque, des ouvrages marqués de la plus haute science en chimie et diverses matières physico-mathématiques. Ce sont ses travaux qui ont réalisé le bienfait du système de l’uniformité des poids et mesures. De plus, il a sa part, avec ses compatriotes Monge et Carnot, dans la création de l’École polytechnique. Il finit ses jours à Dijon comme colonel du génie en retraite où il décède le 11 août 1832 après avoir laissé ses mémoires sur le Comité de salut public.
- Claude Prost (1764-1834), général des armées de la République et de l'Empire y est né.
- Claude-Xavier Girault (1761-1823), fils d'un médecin, né à Auxonne le 5 avril 1764, décédé à Dijon le 5 novembre 1823. Reçu avocat au parlement de Dijon le 21 juillet 1783 à l'âge de 19 ans. Passionné d’histoire locale, il fut couronné d’une médaille d'or par l'Académie de Besançon le 22 juillet 1786 pour son premier mémoire : « En quel temps le comté d’Auxonne et le ressort de Saint-Laurent furent détachés de la province séquanaise et de la Franche-Comté ». Du même âge que Bonaparte, ils avaient lié connaissance et il s'entretenait d'histoire avec lui. Bonaparte nommé Premier Consul le nomma maire d’Auxonne en 1801 ; fonction qu'il exerça pendant quatre ans. Son excellente administration de la commune lui valut « d’empressés remerciements », votés à l'unanimité le 23 pluviôse an X, par le du conseil municipal. Il prit l'initiative de créer la bibliothèque municipale composée de plus de trois mille volumes choisis par lui provenant de bibliothèques d'ordres religieux supprimés et il conçut à cette occasion un nouveau système de bibliographie dont la publication fut accueillie avec de vifs éloges. Il était membre des académies de Dijon et de Besançon et de nombreuses sociétés savantes. Il avait en outre présidé la Commission des Antiquités de la Côte-d’Or, au nom de laquelle il avait sollicité la création d’un musée archéologique à Dijon. C.-X. Girault fut inhumé à Fontaine-les-Dijon. Son fils Louis Girault a écrit : « Notice historique et bibliographique sur C.-X. Girault », Rabutot, Dijon. C.-N. Amanton a écrit une notice sur la vie et les écrits de C.-X. Girault dans laquelle il énumère les soixante trois écrits que C.-X. Girault rédigea au cours de sa vie.
- Claude-Nicolas Amanton (1760-1835), né à Villers-les-Pots le 20 janvier 1760, mort en 1835. Il fut avocat au parlement de Dijon, adjoint puis maire d'Auxonne. Il a publié un grand nombre de mémoires judiciaires et plusieurs autres écrits et des recherches et notices biographiques sur différents personnages.
- Claude Noisot (1787-1861), grognard de la vieille garde impérial de l'empereur Napoléon Ier, né à Auxonne, fondateur du Musée et Parc Noisot à Fixin.
- Pierre Dugied (1798-1879), participe activement à la charbonnerie et au mouvement saint-simonien, il retourne en Côte d'Or et devient médecin.
- Jean-Baptiste Paget-Pontus (1798-1880), fondateur et premier conservateur du musée d'Auxonne.
- Antoine Masson (1806-1860), Antoine Philibert Masson né le 23 août 1806 à Auxonne est un physicien français. On lui doit l'invention de la bobine d'induction (en collaboration avec Louis Breguet) que Ruhmkorff perfectionna pour en faire la fameuse bobine qui porte son nom. il fut professeur à l'École centrale et au lycée Louis-le-Grand.
- Gustave Noblemaire (1832-1924), né en Lorraine à Dieuze, fils d'un capitaine d'artillerie retraité à Auxonne fut un brillant élève du collège d'Auxonne, puis élève au lycée de Dijon. Devient directeur du Chemin de Fer de Lyon à la Méditerranée (PLM). Une rue d'Auxonne porte son nom
- Lucien Dautrey (1851-1926), graveur né à Auxonne.
- Paul Chrétien, général de division né à Auxonne en 1862.
- Gaston Roussel (1877-1947), vétérinaire, puis docteur en médecine, industriel et chef d'entreprise français.
- Raoul Motoret (1909-1978), écrivain, né à Auxonne.

### Vie militaire
Unités militaires ayant tenu garnison à Auxonne :
- 10e Régiment d'Infanterie, 1906 - 1914 ;
- 8e Bataillon de Chasseurs à Pied, 1906 ;
- 1er Régiment d'Artillerie Divisionnaire, 1939 - 1940 ;
- 511e Régiment du Train depuis le 10 juin 1956.

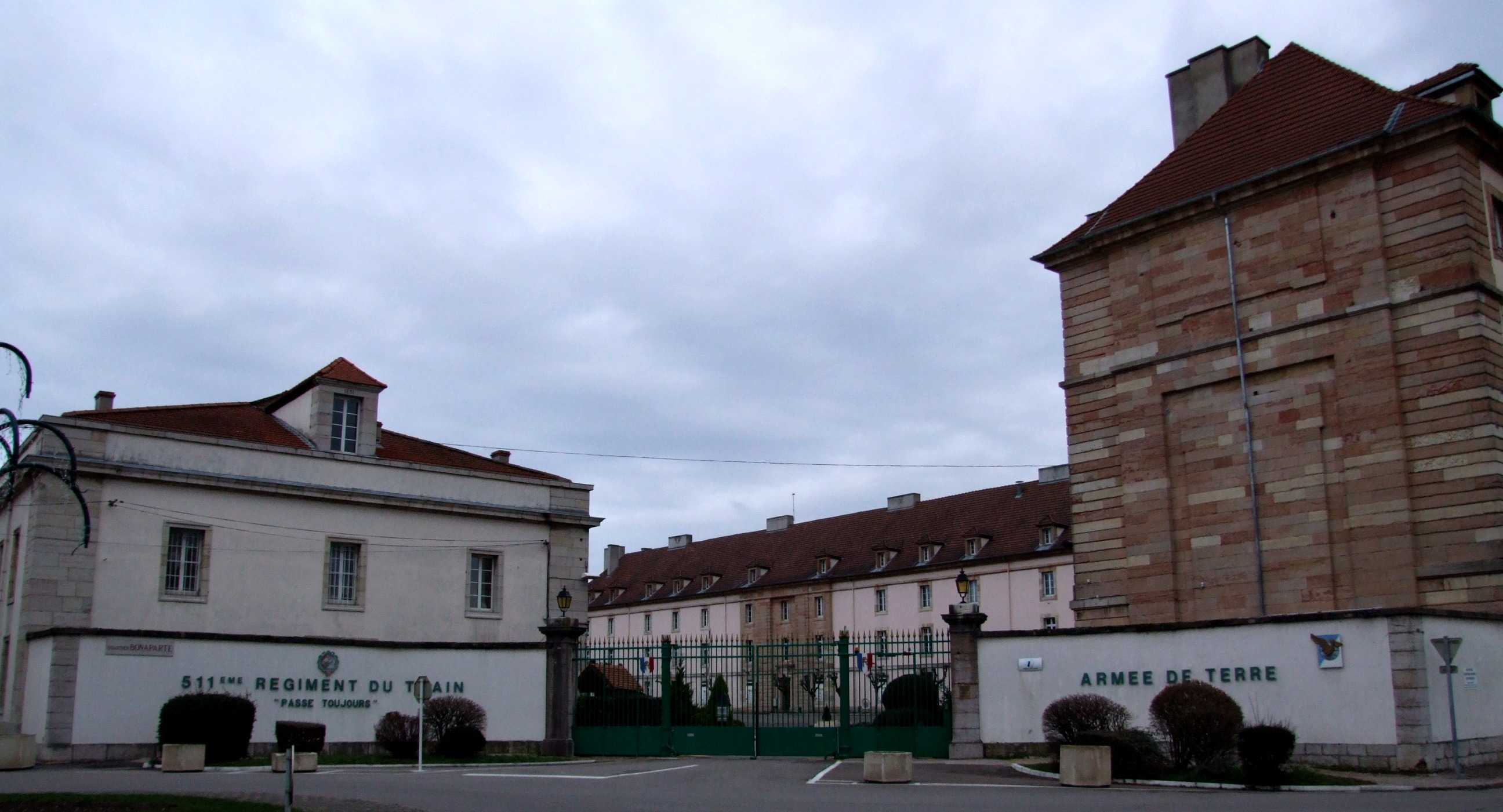
La caserne Bonaparte.
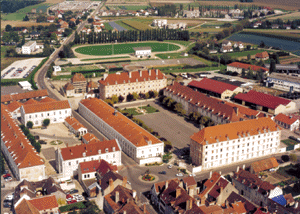
Vue aérienne du casernement.

### Héraldique
| Armes de la ville d'Auxonne | Les armes de la ville d'Auxonne se blasonnent ainsi : Parti, au premier coupé d'azur, semé de fleurs de lis d'or à la bordure componée d'argent et de gueules (Bourgogne moderne), et en pointe bandé d'or et d'azur de six pièces à la bordure de gueules (Bourgogne ancienne) ; au 2e mi-parti d'azur à la croix ancrée d'argent (armes particulières d'Auxonne). Les armes primitives d'Auxonne étaient, selon toute vraisemblance, d'azur à la croix ancrée d'argent (Armes représentées à droite. Selon le chanoine Jean Marilier (Armorial des villes et des bourgs, Chefs-lieux de cantons de la Côte d'Or) | Armes primitives de la ville d'Auxonne |

### Les traditions maraîchères du Val de Saône
En 2012, afin que l'histoire du maraîchage qui a fait la prospérité de la région, et de son savoir faire transmis de génération en génération, ne sombre pas dans l'oubli, un collectif réuni à l'initiative d'un ancien maraîcher, Yves Tachin, a entrepris un vaste travail de mémoire, donnant lieu à deux publications (voir bibliographie) par l'Association Ecomusée du MaraÎchage et des Traditions Populaires du Val de Saône, et un projet d'écomusée, mais celui-ci, faute de soutien des pouvoirs publics, n'a jamais vu le jour.

## Pour approfondir